# Monte Tavagnone
Il monte Tavagnone (Tavagnù nella parlata locale) è una montagna delle Prealpi Bresciane e Gardesane appartenente al gruppo del Tombea-Manos e con la sua cima del Dos di Sas,  raggiunge i 1.010 m.s.l.m..

## Geografia fisica
Situato nel territorio comunale di Valvestino fa parte del Parco Alto Garda Bresciano. Il luogo è stato fino agli anni settanta del secolo scorso, prima dell'abbandono dell'agricoltura di montagna degli ultimi contadini di Turano, Magasa e Bollone, una zona d'alpeggio e coltivazione del foraggio, un'area dedicata alla produzione del formaggio e si può considerare il più appartato della Val Vestino.
La montagna si presenta caratterizzata da vaste zone boscose e alcune praterie con fondi rurali adibiti in passato alla coltivazione dei foraggi e all'allevamento del bestiame. Oltre al Dos di Sas vi sono nella vicinanza altre tre rilievi, più alti, ma due sono privi di nome e non riportati in nessuna carta geografica, da sud a nord: il primo è il monte Gàs alto m. 1.128 s.l.m., il secondo m. 1.143 s.l.m, e il terzo 1.067 s.l.m. che corrisponde alla testata della valle di Sas,ed è conosciuto come Passo della Fobbiola.
A 980 m s.l.m.,  nei pressi del Dos di Sas, sullo spartiacque, vi è il passo della Bocca della Véna, che mette in comunicazione con un sentiero la valle del Droanello con il mulino di Bollone e la Fucina nella valle del torrente Toscolano. Lungo il sentiero che collega il monte con la località Apene di monte Camiolo, nei pressi della testata della Valle di Sas,  il noto passo della Fobbiola. L'origine del toponimo sembra derivare, per alcuni, dalla parola latina "fovea" che indica una fossa o un avvallamento, per altri, è longobarda e indica i passi alpini di media altitudine e stretti. Pochi chilometri a sud ovest, presso il monte Spino, nel comune di Toscolano Maderno esiste un altro passo con un nome simile posto a 961 m s.l.m. mentre a ovest il Cavallino della Fobia nel comune di Treviso Bresciano, a nord, nel comune di Tremosine, si riscontra invece la malga Fobia, e a est nel comune di Tignale il Passo di Fobia a 907 m s.l.m.
In tutta la zona montuosa vi è la presenza di due sole falde acquifere con un flusso di portata limitata presso le sorgente detta Fontane o Acqua della Véna e dell'Acqua del Pì, così in passato ogni rustico era servito per uso alimentare o per l'abbeverata del bestiame dalle cisterne o, per lo più, dalle pozze d'acqua piovana.  Nel 2011, l'ERSAF Lombardia con il progetto di salvaguardia di queste antichi stagni e della biodiversità delle specie nel Parco regionale dell'Alto Garda Bresciano, ripristinò quella sita nel fondo agricolo Corsetti detto Prandini. A sostegno della passata economia agricola sono presenti i ruderi delle fornaci dedite alla produzione di calcina, coppi e numerose aie di carbonaie, dette localmente "giài", ove si produceva il carbone vegetale commerciato nella Riviera del Garda principalmente per alimentare i forni delle cartiere di Toscolano Maderno e dell'industria metallurgica.

### La geologia del Dos di Sas
Il tratto del percorso antico che si snoda dal Ponte di Nangù lungo il versante del Monte, è molto ripido e la roccia che forma lo "scheletro"  della montagna, non coperta dal terreno e dalla vegetazione, affiora qua e là in superficie, intaccata dal passaggio della mulattiera. La roccia presenta una colorazione grigiastra, come sporca, in quanto la sua superficie è alterata dal gelo, dalla pioggia e dal sole e spesso "macchiata" da colonie di minuscoli licheni. Sotto questa "crosta" essa mostra una tinta più chiara, che conferma la sua appartenenza alle rocce calcaree, ovvero composte prevalentemente dal sale "carbonato di calcio" (il notissimo calcàre). Più precisamente. queste rocce appartengono al gruppo dei cosiddetti "Calcari grigi" ed hanno la bella età di circa 190 milioni di anni. Si sono formate sul fiordo di un antichissimo mare in seguito al progressivo deposito di particelle minerali trasportate nel mare dai corsi d'acqua. Questo processo è durato milioni di anni ed ha subito frequenti interruzioni e variazioni, che oggi sono testimoniate dalla struttura stratificata della roccia, ovvero dalla presenza di strati sovrapposti. Dopo la pietrificazione del deposito di sedimenti, la roccia è stata spinta verso l'alto dalle immani forze che hanno creato le Alpi (Dos di Sas compreso), per cui gli strati hanno in parte perduto l'originaria disposizione orizzontale.

## Origine del nome
L'origine del parola è completamente sconosciuta e potrebbe derivare da un antroponimico, ossia dal nome o dal soprannome o un accrescitivo dell'antico proprietario della montagna. Ad avvalorare questa ipotesi nel comune di Magasa, a Cima Rest, vi è un sito con lo stesso toponimo, difatti, sembra che questo tragga l'origine da un certo Gottardo Gottardi, detto Tavagnone o Tavagnù che nel 1633 dispose con testamento che, alla sua morte, il ricavato dell’affitto dei suoi due fienili a Cima Rest e a Monte Denai si dovesse spendere in tanto sale da dispensare alla popolazione di Magasa.
Il nome del monte Tavagnone compare la prima volta in una pergamena del 31 ottobre del 1511 quando i rappresentanti delle comunità della Val Vestino procedettero alla spartizione terriera, sotto l'egida del conte Bartolomeo Lodron, del monte Camiolo e altre zone montagnose, tra cui il monte Tavagnone, che fu assegnato alla comunità di Turano.
Nell'"Atlas Tyrolensis" del cartografo Peter Anich, stampato a Vienna nel 1774, che è la prima carta geografica dettagliata della Contea del Tirolo, viene indicato come Tavagnon. La cima del monte viene chiamata Dos di Sas, dosso di sasso o pietra, tradotto dalla parlata locale, difatti si presenta come un dosso, con un masso appuntito sulla sommità e roccioso nel versante posto a sud.

## Storia
Nei secoli passati in special modo tra il 1426 e il 1796, data la sua posizione strategica sul limitare del confine di stato tra la Repubblica di Venezia e il Principato vescovile di Trento, la zona del monte Camiolo e del monte Tavagnone suscitò nei provveditori veneti di Salò un'assillante attenzione su ogni possibile movimento nemico che attraverso i passi o sentieri che dalla Val Vestino poteva minacciare la Riviera di Salò. Così il nome del monte viene menzionato nella relazione che il provveditore Melchior Zane, datata 3 giugno 1621, inviò segretamente al Consiglio dei Pregadi ove affermava che: "[...] Il secondo passo che entra in comune di Gargnano è quello di Cocca di Pavolon con due strade. Una viene da Cadria, luogo della Val Vestino, passando per la montagna di Risech del comun di Tignale, con cavalli e pedoni e l'altra da Camiolo, luogo di detta Valle, sale sul monte del Pinedo del comun di Gargnano e va nel fiume di Droane, venendo addirittura della Cocca di Pavolon. Il monte, tra la fine del 1500 e i primi decenni del 1600, si prestò come luogo di rifugio e transito di banditi legati alla banda di Giovanni Beatrice detto Zanzanù e Eliseo Baruffaldi di Turano, che frequentavano un covo al Martelletto di Droane, ora detto Cùel Zanzanù e godevano di favoreggiatori tra i contadini di monte Camiolo, difatti il sentiero del Martelletto e del passo della Fobbiola permetteva un veloce e elusivo collegamento tra il fondovalle del Droanello con i fondi montani sfuggendo così a eventuali controlli delle milizie locali.
La collocazione geografica del monte Pinedo ha suscitato in passato alcuni dubbi, difatti il Monte è stato riportato unicamente nella carta geografica "Atlas Tyrolensis" del 1774 di Peter Anich a sud dell'imbocco della valle del Droanello e dello stesso torrente, e nella sostanza consisterebbe nel vasto versante boscoso, racchiuso tra il Monte Prà-Lignago e la Bocchetta della Cocca, che declina nel torrente Droanello appartenente alla frazione della Costa del comune di Gargnano. Al contrario, secondo la nota ricerca di Mario Trebeschi della pergamena del 1511, il monte Pinedo corrisponderebbe invece al monte Tavagnone o alle sue pertinenze boscose, difatti a sostegno di questa tesi, la relazione del provveditore Zane cita testualmente che la strada mulattiera dal monte Camiolo sale al monte Pinedo e scende poi nel torrente Droanello e non come sostiene il cartografo Peter Anich che lo riporta a sud del torrente stesso.
Il toponimo Pinedo trova la sua origine dal latino "pinetum" che significa pineta, ed è presente in Spagna a Valencia, in Veneto con l'omonima località a Ampezzo di Cadore, a Claut in Friuli  o in Trentino con Pinè, chiamata nel 1253 Pinedo, e indicherebbe così un bosco, normalmente di pino silvestre, ove veniva praticata la resinazione vegetale e l'estrazione della pece nera.
È stato più volte interessato da incendi boschivi nel versante sud est, che ne hanno pregiudicato la forestazione spontanea di pini silvestri, ultimo quello del 28 e 29 giugno del 2021 nel versante del Dos di Sas.

### 1511, la grande divisione di pascoli e boschi dei monti Camiolo, Tombea, Dos di Sas e della costa di Ve
Lo studio compiuto da don Mario Trebeschi , ex parroco di Limone del Garda, di una sgualcita e a tratti illeggibile pergamena conservata presso l’Archivio Parrocchiale di Magasa, portò a conoscenza dell’intensivo sfruttamento dei pascoli d’alpeggio, dei boschi, delle acque torrentizie in Val Vestino che fu spesso causa di interminabili e astiose liti fra le sei comunità. In special modo nelle zone contese dei monti Tombea e Camiolo; ognuna di esse rivendicava, più o meno fortemente, antichi diritti di possesso o transito, con il risultato che il normale e corretto uso veniva compromesso da continui sconfinamenti di mandrie e tagli abusivi di legname. Pertanto agli inizi del Cinquecento, onde evitare guai peggiori, si arrivò in due fasi successive con l’arbitrariato autorevole dei conti Lodron ad una spartizione di questi luoghi tra le varie ville o “communelli”. Infatti questi giocarono un ruolo attivo nella vicenda, persuadendo energicamente le comunità alla definitiva risoluzione del problema con la sottoscrizione di un accordo che fosse il più equilibrato possibile, tanto da soddisfare completamente ed in maniera definitiva le esigenti richieste delle numerose parti in causa. Il 5 luglio del 1502 il notaio Delaido Cadenelli della   Valle di Scalve  redigeva a Turano sotto il portico adibito a cucina della casa di un tale Giovanni, un atto di composizione tra Armo e Magasa per lo sfruttamento consensuale della confinante valle di Cablone (nel documento Camlone, situata sotto il monte Cortina). Erano presenti i deputati di Armo: Bartolomeo, figlio di Faustino, e Stefenello, figlio di Lorenzo; per Magasa: Antoniolo, figlio di Giovanni Zeni, e Viano, figlio di Giovanni Bertolina. Fungevano da giudici d’appello i conti Francesco, Bernardino e Paride, figli del sopra menzionato Giorgio, passati alla storia delle cronache locali di quei tempi, come uomini dotati di una ferocia sanguinaria.  Il 31 ottobre del 1511 nella canonica della chiesa di San Giovanni Battista di Turano, Bartolomeo, figlio del defunto Stefanino Bertanini di Villavetro , notaio pubblico per autorità imperiale, stipulava il documento della più grande divisione terriera mai avvenuta in Valle, oltre un terzo del suo territorio ne era interessato. Un primo accordo era già stato stipulato il 5 settembre del 1509 dal notaio Girolamo Morani su imbreviature del notaio Giovan Pietro Samuelli di Liano, ma in seguito all’intervento di alcune variazioni si era preferito, su invito dei conti Bernardino e Paride, revisionare completamente il tutto e procedere così ad una nuova spartizione. Alla presenza del conte Bartolomeo, figlio del defunto Bernardino, venivano radunati come testimoni il parroco Bernardino, figlio del defunto Tommaso Bertolini, Francesco, figlio di Bernardino Piccini, tutti e due di Gargnano, il bergamasco Bettino, figlio del defunto Luca de Medici di San Pellegrino, tre procuratori per ogni Comune, ad eccezione di quello di Bollone che non faceva parte della contesa (per Magasa presenziavano Zeno figlio del defunto Giovanni Zeni, Pietro Andrei, Viano Bertolini), e si procedeva solennemente alla divisione dei beni spettanti ad ogni singolo paese. A Magasa veniva attribuita la proprietà del monte Tombea fino ai prati di Fondo comprendendo l’area di pertinenza della malga Alvezza e l’esclusiva di tutti i diritti di transito; una parte di territorio boscoso sulla Cima Gusaur e sul dosso delle Apene a Camiolo, in compenso pagava 400 lire planet alle altre comunità come ricompensa dei danni patiti per la privazione dei sopraddetti passaggi montani. Alcune clausole stabilivano espressamente che il ponte di Nangone (Vangone o Nangù nella parlata locale) doveva essere di uso comune e che lungo il greto del torrente Toscolano si poteva pascolare liberamente il bestiame e usarne l’acqua per alimentare i meccanismi idraulici degli opifici. Al contrario il pascolo e il taglio abusivo di piante veniva punito severamente con una multa di 10 soldi per ogni infrazione commessa. 
Alla fine dopo aver riletto il capitolato, tutti i contraenti dichiaravano di aver piena conoscenza delle parti di beni avute in loro possesso, di riconoscere che la divisione attuata era imparziale e di osservare rispettosamente gli statuti, gli ordini, le provvisioni e i decreti dei conti Lodron, signori della comunità di Lodrone e di quelle di Val Vestino.  Poi i rappresentanti di Armo, Magasa, Moerna, Persone e Turano giuravano, avanti il conte Bartolomeo Lodron, toccando i santi vangeli, di non contraffarre e contravvenire la presente divisione terriera e, con il loro atto, si sottoponevano al giudizio del foro ecclesiastico e ai sacri canoni di Calcedonia.

## Natura
La zona del monte data la sua importanza scientifica fu erborizzata a partire dalla metà dell'Ottocento da Pietro Porta e indagata nel 2006 dal biologo tedesco Sönke Hardersen, che nel corso delle sue ricerche entomologiche, notò sul monte un esemplare di lepidottero Cacyreus marshalli, una specie aliena originaria del Sudafrica, segnalata per la prima volta in Italia, a Roma, nel 1996 e in Europa, a Maiorca, nel 1990.
Non meno suggestive sono le sue risorse naturali costituite da boschi e prati che ricoprono il versante sud e la fauna selvatica di ungulati. Le vaste foreste di piante a foglie caduche furono sfruttate per la produzione del carbone vegetale mentre quelle resinose nei secoli passati ebbero una grande importanza nell'economia di Val Vestino. Difatti il pino silvestre  o gli abeti furono sfruttati, nel periodo compreso tra la primavera e l'estate inoltrata, per l'estrazione dai ceppi, della pece nera e la trementina, una resina vegetale,  dai fusti, che solidificata è chiamata pece bianca. Raffinata in loco presso i forni della località Fornello, veniva commerciata con profitto con la Repubblica di Venezia, come pece greca, impiegandola per vari usi, ma in special modo nei suoi arsenali navali per il calafataggio del naviglio e sulle sue manovre fisse e correnti (o volanti), sfruttandone l'impermeabilità all'acqua.

### La pratica delle carbonaie
Sul monte sono presenti numerose e antiche aie carbonili simbolo di una professione ormai scomparsa da decenni. Quella della carbonaia, pojat in dialetto locale,  era una tecnica molto usata in passato in gran parte del territorio alpino, subalpino e appenninico, per trasformare la legna, preferibilmente di faggio, ma anche di abete, carpino, larice, frassino, castagno, cerro, pino e pino mugo, in carbone vegetale.  I valvestinesi erano considerati degli esperti carbonai, carbonèr così venivano chiamati, come risulta anche dagli scritti di Cesare Battisti. I primi documenti relativi a questa professione risalgono al XVII secolo, quando uomini di Val Vestino richiedevano alle autorità della Serenissima i permessi sanitari per potersi recare a Firenze e a Venezia. Essi esercitarono il loro lavoro non solo in Italia ma anche nei territori dell'ex impero austro-ungarico, in special modo in Bosnia Erzegovina, e negli Stati Uniti d'America di fine Ottocento a Syracuse-Solvay.
Nonostante questa tecnica abbia subito piccoli cambiamenti nel corso dei secoli, la carbonaia ha sempre mantenuto una forma di montagnola conica, formata da un camino centrale e altri cunicoli di sfogo laterali, usati con lo scopo di regolare il tiraggio dell'aria. Il procedimento di produzione del carbone sfrutta una combustione imperfetta del legno, che avviene in condizioni di scarsa ossigenazione per 13 o 14 giorni.
Queste piccole aie, dette localmente ajal, jal o gial,  erano disseminate nei boschi a distanze abbastanza regolari e collegate da fitte reti di sentieri. Dovevano trovarsi lontane da correnti d'aria ed essere costituite da un terreno sabbioso e permeabile. Molto spesso, visto il terreno scosceso dei boschi, erano sostenute da muri a secco in pietra e nei pressi il carbonaio vi costruiva una capanna di legno per riparo a sé e alla famiglia. In queste piazzole si ritrovano ancor oggi dei piccoli pezzi di legna ancora carbonizzata. Esse venivano ripulite accuratamente durante la preparazione del legname.
A cottura ultimata si iniziava la fase della scarbonizzazione che richiedeva 1-2 giorni di lavoro. Per prima cosa si doveva raffreddare il carbone con numerose palate di terra. Si procedeva quindi all'estrazione spegnendo con l'acqua eventuali braci rimaste accese. La qualità del carbone ottenuto variava a seconda della bravura ed esperienza del carbonaio, ma anche dal legname usato. Il carbone di ottima qualità doveva "cantare bene", cioè fare un bel rumore. Infine il carbone, quando era ben raffreddato, veniva insaccato e trasportato dai mulattieri verso la Riviera del Garda per essere venduto ai committenti. Di questo carbone si faceva uso sia domestico che industriale e la pratica cadde in disuso in Valle poco dopo la seconda guerra mondiale soppiantato dall'uso dell'energia elettrica, del gasolio e suoi derivati.

### La pozza d'abbeverata del fondo "Prandini"
La pozza presente nell'ex fondo di Battista Corsetti, detta "lavàc del Prandini" dal duo soprannome, ora acquistato dall'ERSAF-Lombardia, ha un ruolo fondamentale per il mantenimento dell'attività pascoliva dell’area legata alla presenza dei selvatici sul monte, ma anche per la tutela della biodiversità degli habitat e delle specie,rettili e anfibi in particolare, che attraverso questi specchi d’acqua possono trovare un luogo ideale per la loro riproduzione come la Biscia dal collare (Natrix helvetica) o i girini di Rana montana e Rospo comune.
La tradizione locale riporta che, data la mancanza nella zona di sorgenti e corsi d'acqua, la pozza esistesse da secoli e la tecnica per realizzarla consistesse in uno scavo manuale nell'area di impluvio del pendio della montagna per facilitare il successivo riempimento con la raccolta naturale dell'acqua piovana, di percolazione o dello scioglimento della neve e, in questo caso, dell'acqua resorgiva del Pì, il dosso soprastante.
Il problema principale incontrato dai contadini consisteva nell'impermeabilizzazione del fondo: spesso il semplice calpestio del bestiame, con conseguenze compattazione del suolo, non era sufficiente a garantire la tenuta dell'acqua a causa del basso contenuto in argilla del terreno presente, per cui era necessario distribuire sul fondo uno strato di buon terreno argilloso reperito nelle immediate vicinanze. Spesso non essendo possibile causa la diversità del terreno, sul fondo veniva compattato uno spesso strato di terra e fogliame di faggio, in grado di costituire un feltro efficace a trattenere l'acqua. Per garantire un sufficiente apporto di acqua necessario al riempimento della pozza, o per incrementarlo, spesso era necessario realizzare piccole canalizzazioni superficiali, scavate lungo il versante adiacente per intercettarne anche una modesta quantità. La manutenzione periodica, di norma annuale prima della monticazione, consisteva principalmente nell'asporto del terreno scivolato all'interno per il continuo calpestio del bestiame in abbeverata e dell'insoglio della fauna selvatica. Si provvedeva inoltre alla ripulitura della vegetazione acquatica per mantenere la funzionalità della pozza evitando che vi si accrescesse eccessivamente all'interno accelerandone il naturale processo di interramento.
In queste fasi veniva posta particolare attenzione in quanto si correva il rischio di rompere la continuità dello strato impermeabile e comprometterne la funzionalità; si preferiva ad esempio non rimuovere eventuali massi presenti sul fondo.
La pozza fu rimaneggiata dall'ERSAF Lombardia nel 2004-2007 con il "progetto Life natura riqualificazione della biocenosi in Valvestino e Corno della Marogna".

## Panorama
Nei giorni sereni si gode un panorama eccezionale; a nord della Val Vestino, la vallatata del Droanello e il monte Camiolo; a ovest il monte Manos, il monte Stino, il monte Cingla, le montagne della Valle Sabbia e gli abitati di Moerna, il Turano, Armo, Persone e Capovalle; a sud il monte Vesta, il monte Carzen con l'abitato di Bollone, e più giù lo sguardo coglie il monte Denervo e il monte Pizzocolo; ad est è invece possibile osservare le montagne della Puria e il monte Baldo con il monte Altissimo di Nago.

## Accessi
Il Monte è raggiungibile solamente a piedi percorrendo 8 km., su sentiero, da Magasa tramite il tracciato che si snoda da Bocca alla Croce passando per il Dos de le Mee o Mede o l'altro che ha inizio presso il fondo Apene del monte Camiolo  passando per il Passo della Fobbiola, lungo 2 km. circa. In alternativa, che è anche la più comoda, da Valvestino, su strada sterrata forestale partendo dal Mulino di Bollone in 4 km. oppure salendo lungo la mulattiera che inizia presso la località Fucina che, in antico, erano ambedue i collegamenti destinati col monte dai carbonai e dagli allevatori di Bollone o Turano che vi possedevano i cinque fondi agricoli.

## Galleria d'immagini

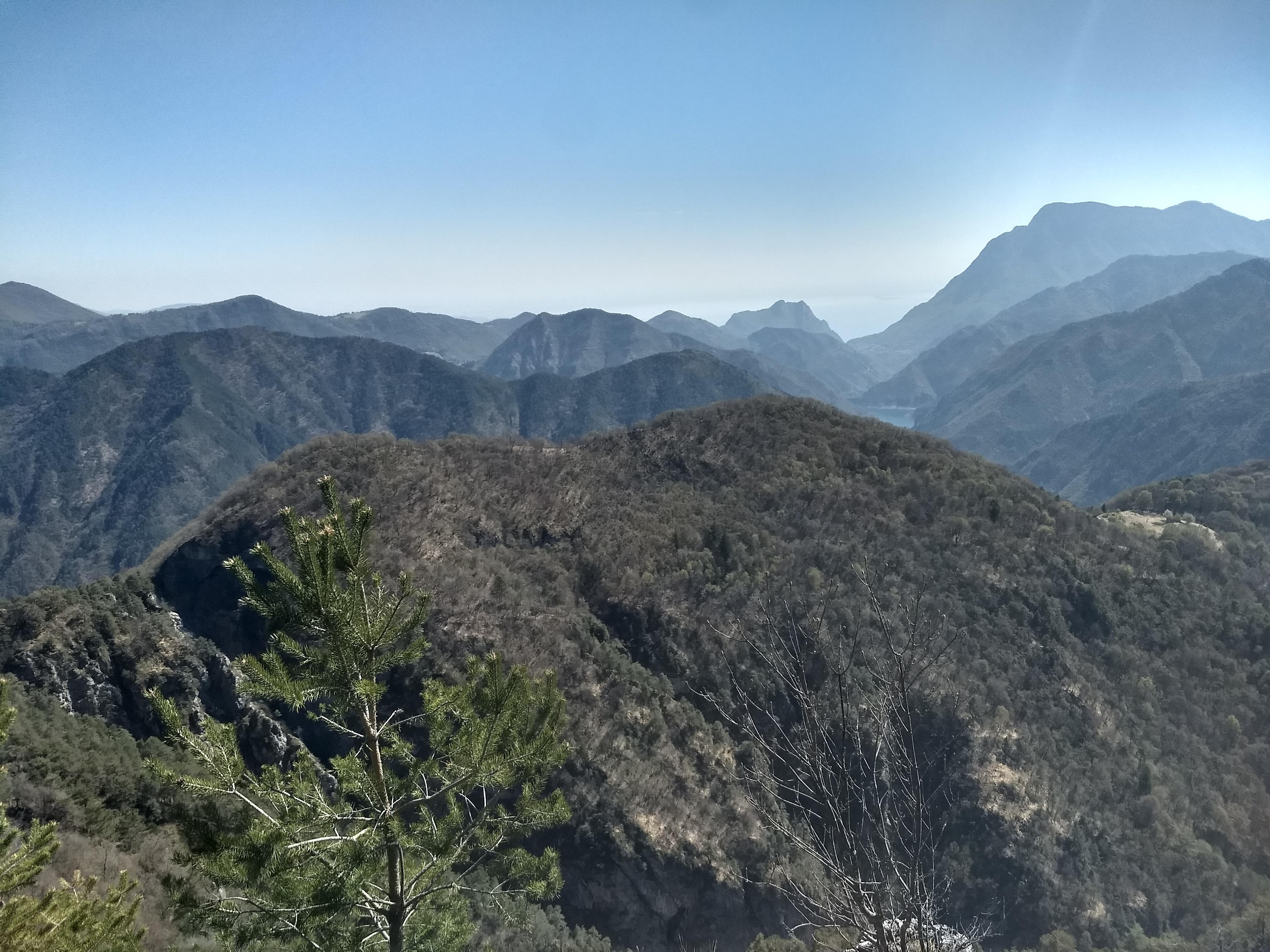
Il Monte Tavagnone e i suoi pascoli dell'ex fondo Battista Corsetti "Prandini", il Dos di Sas e il passo della Vena all'estrema destra e salendo la dorsale a sinistra tre monti, il monte Gas rispettivamente di 1.128 m., e altri due sconosciuti di 1.143 m., 1.067 m., mentre sullo sfondo il lago artificiale di Valvestino, il monte Pizzocolo, il monte Castello e il lago di Garda con la penisola di Sirmione.
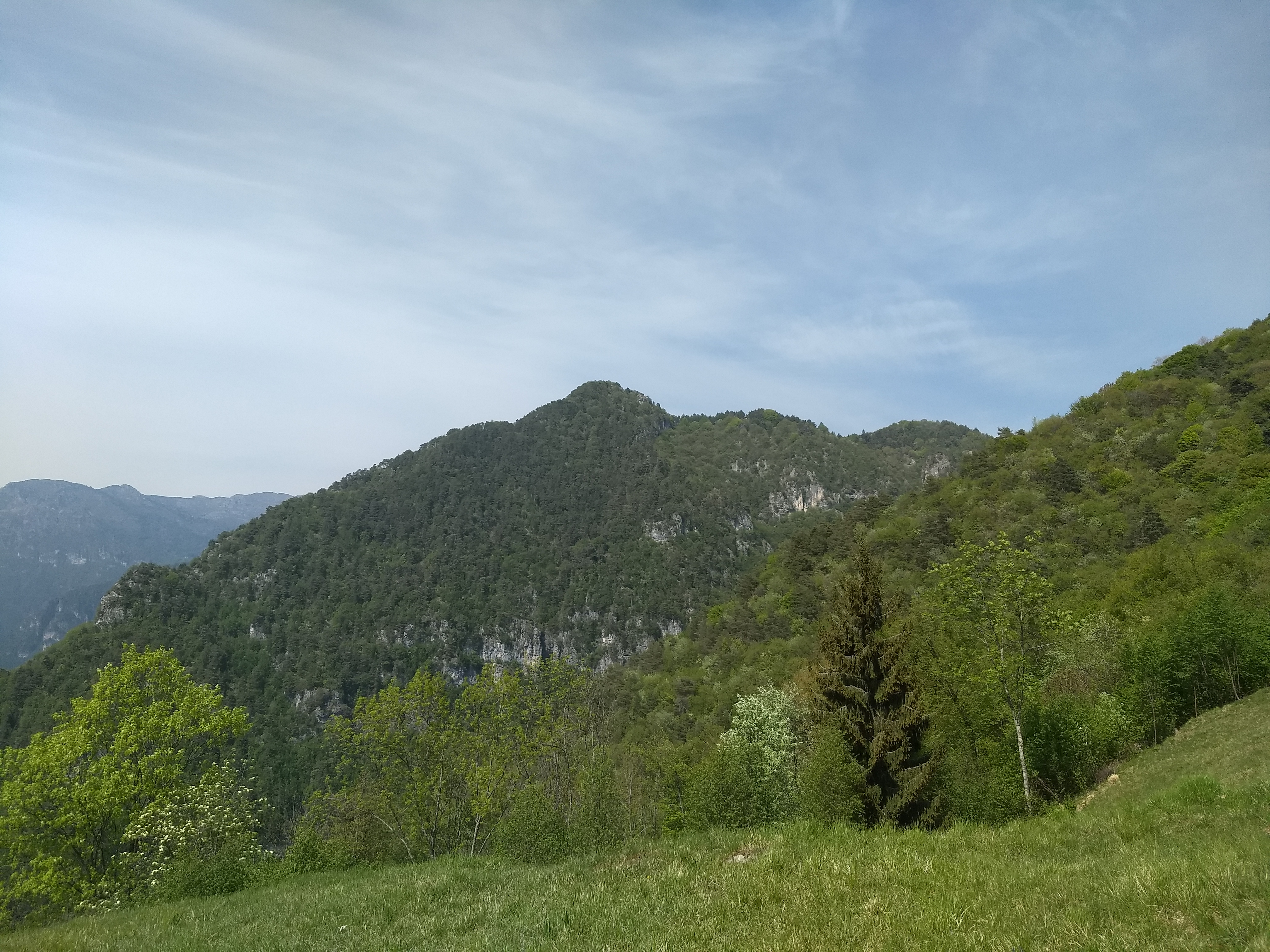
Monte Tavagnone, da sinistra Cima Camiolo o Pesòc, il Dosso Tondo o di Mezzo e a destra il Monte Pine
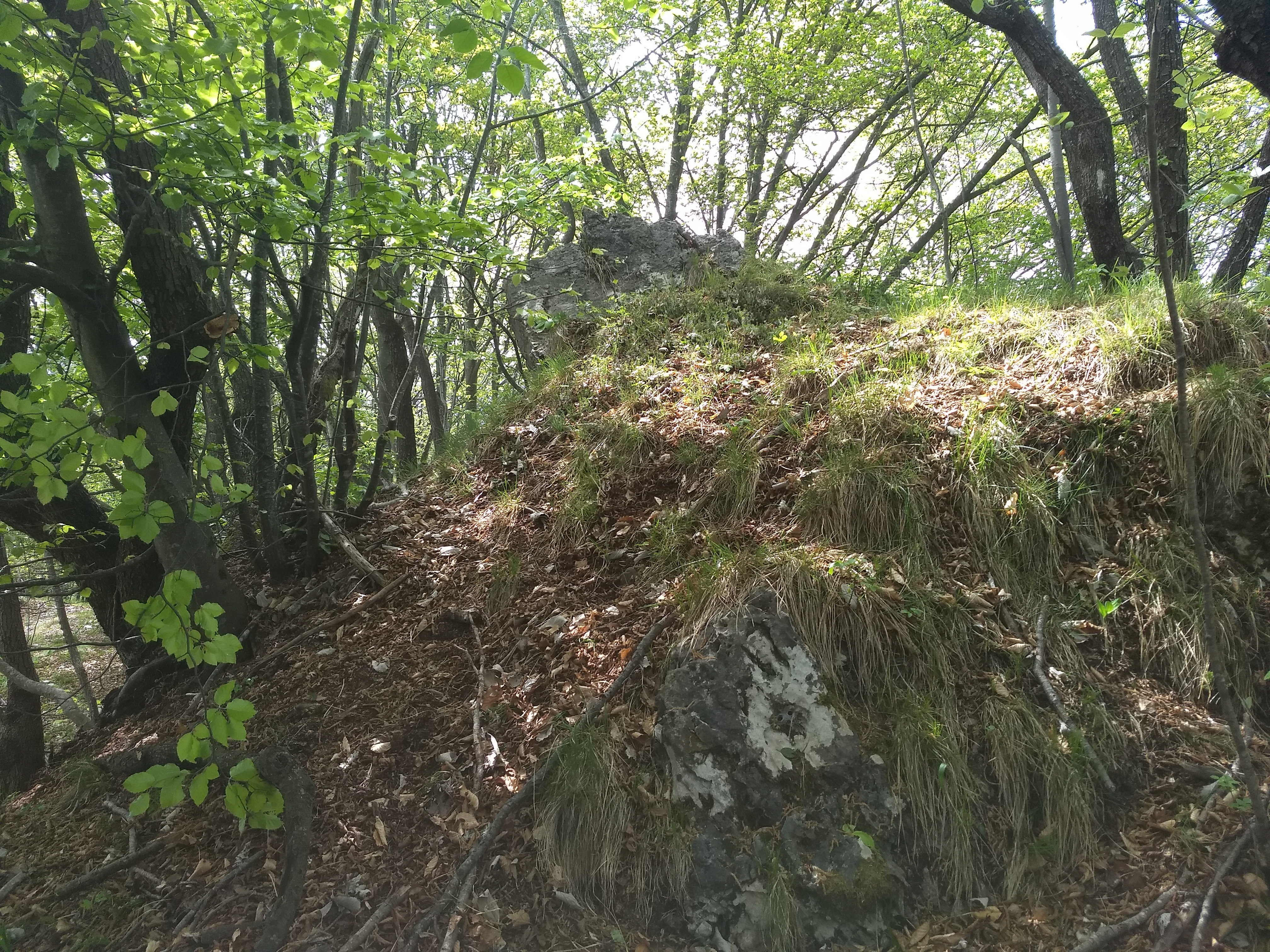
Monte Tavagnone, la cima appuntita del Dos di Sas alto 1.010 m. s.l.m.
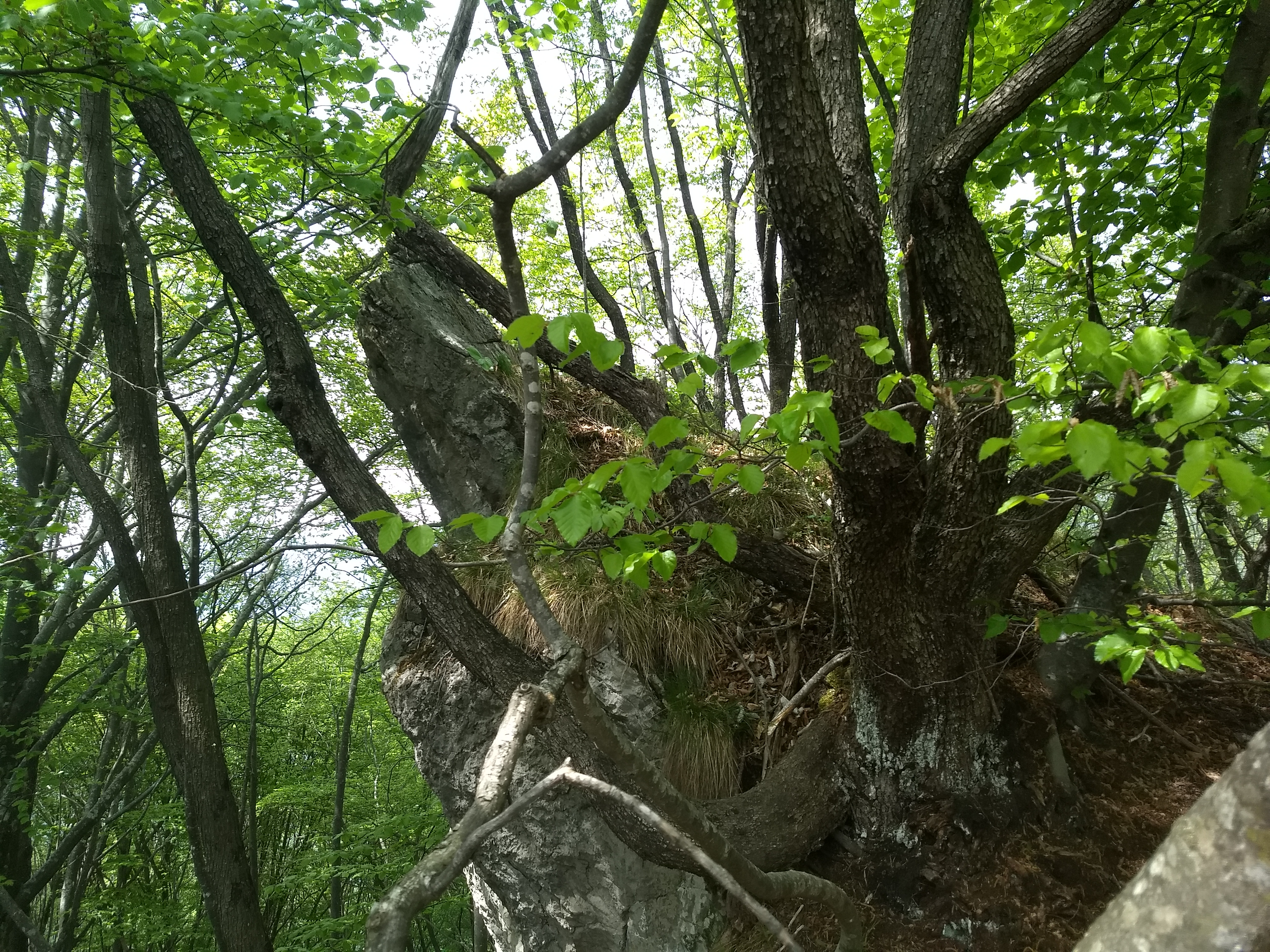
Monte Tavagnone, particolare della cima di Dos di Sas
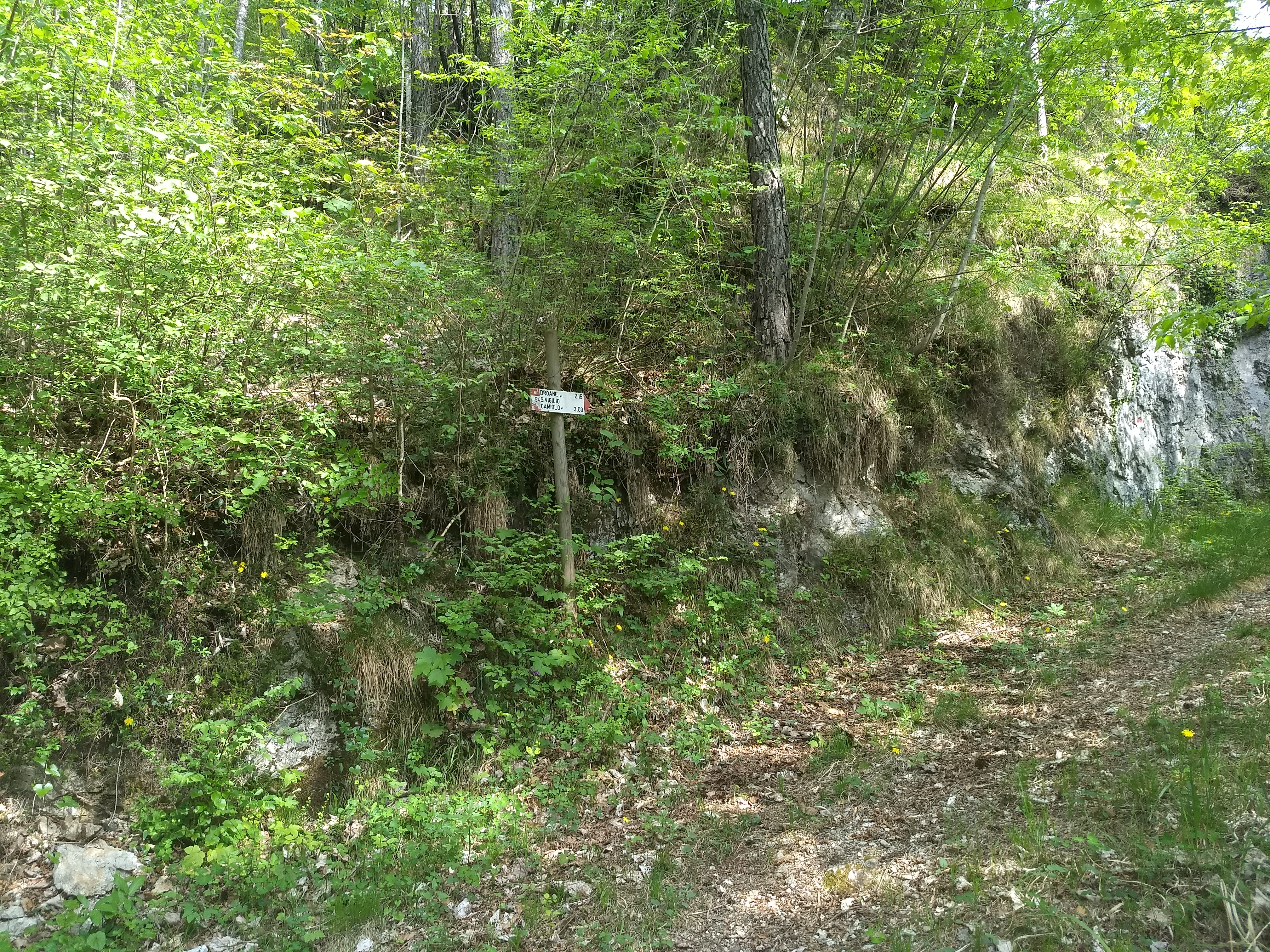
Monte Tavagnone, bivio del sentiero che conduce al Martelleto di Droane salendo dal Mulino di Bollone
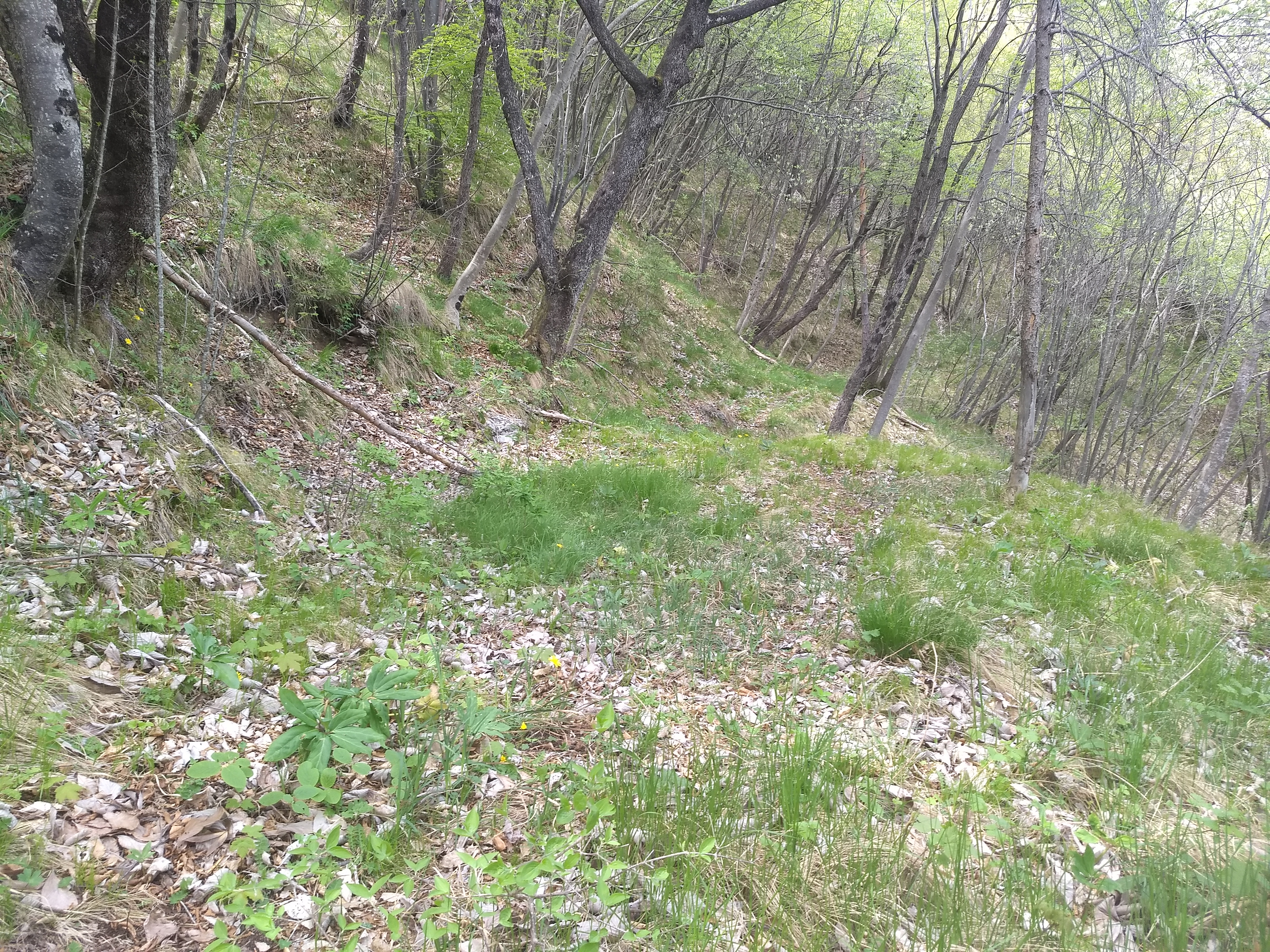
Monte Tavagnone, aia di una carbonaia, detta "gial", sita sul sentiero che da Bocca alla Croce conduce a Tavagnone
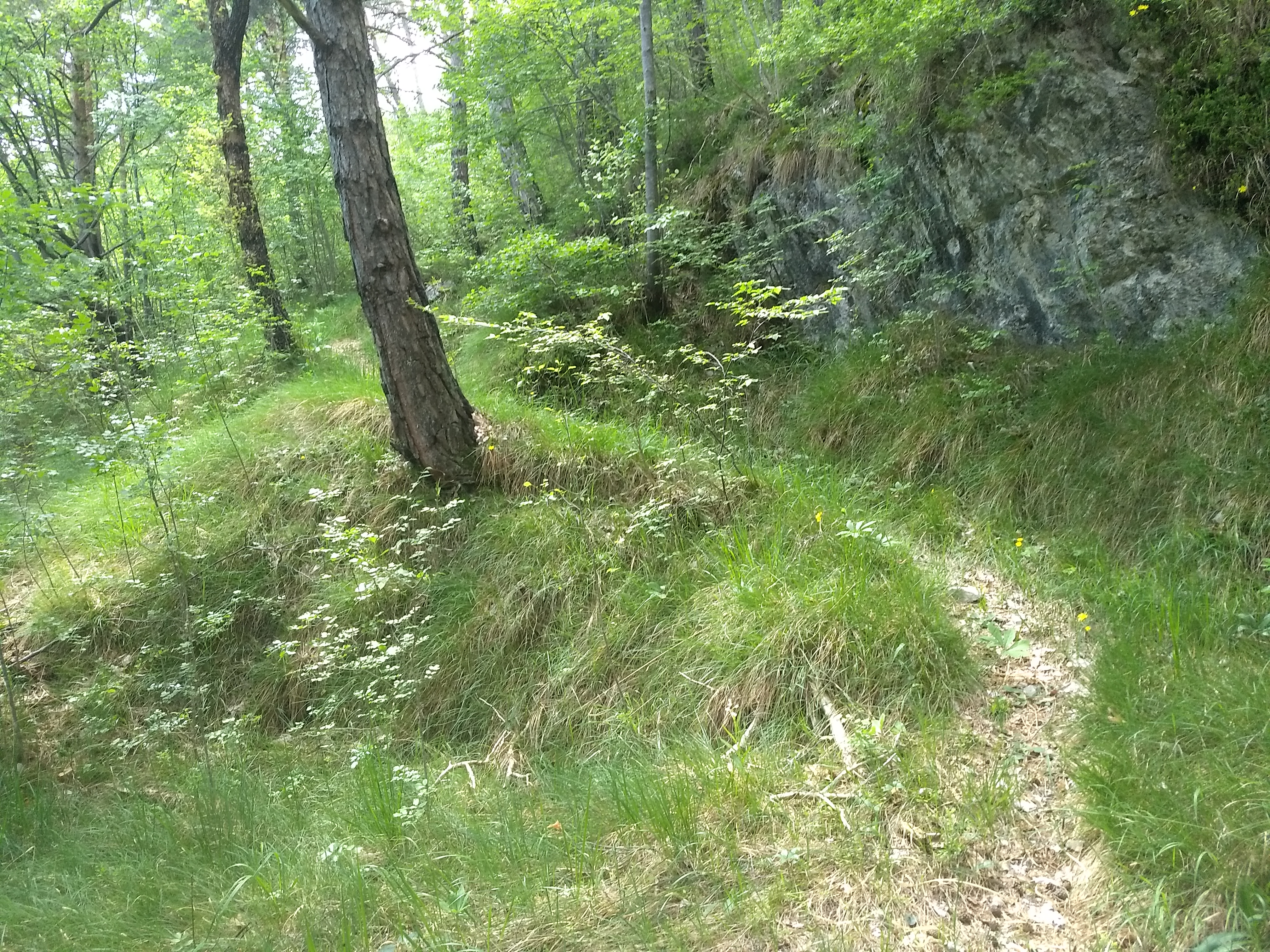
Monte Tavagnone, resti di un'aia di una carbonaia sul sentiero del Droanello
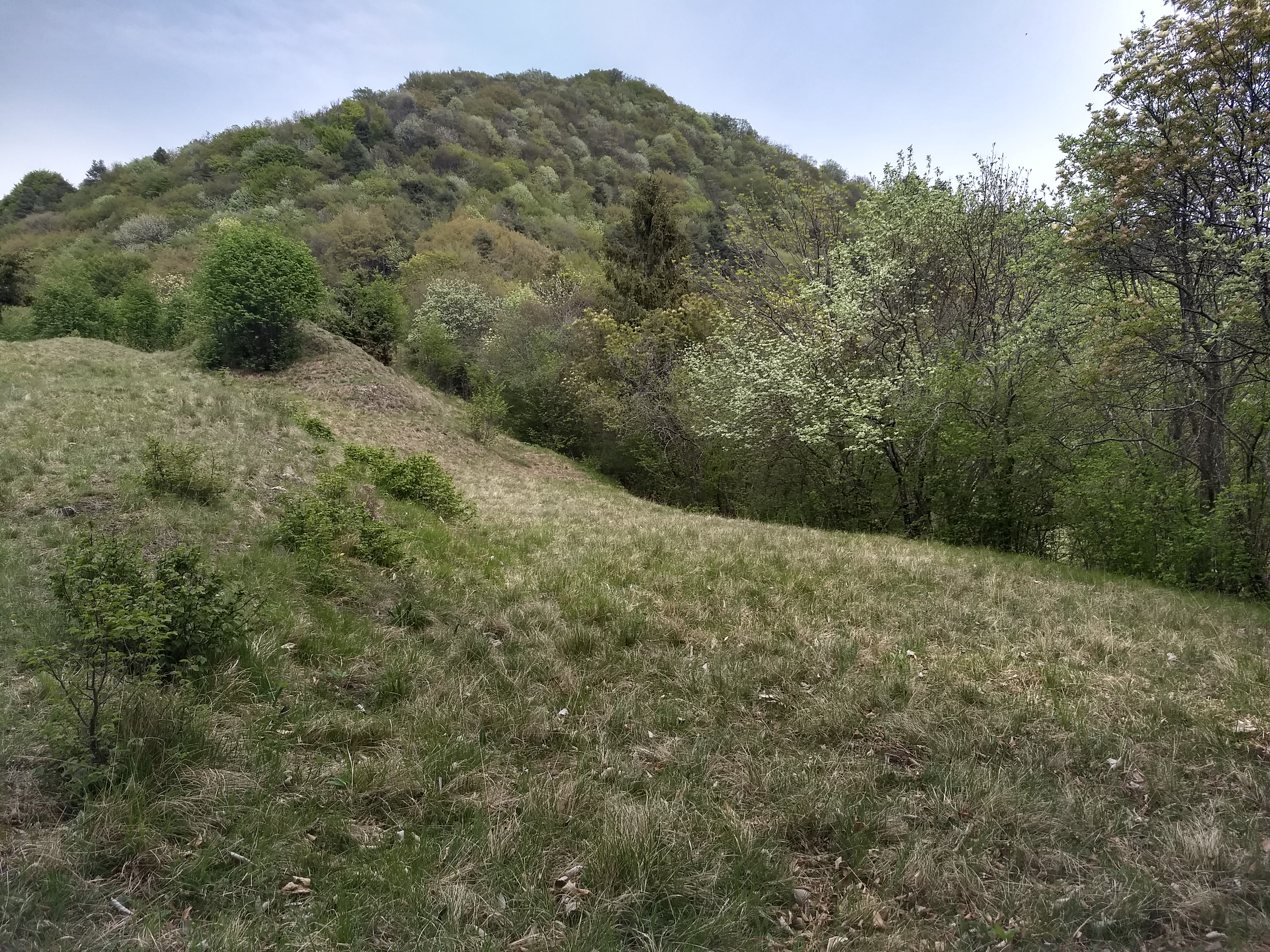
Monte Tavagnone, il Monte Gàs alto 1.128 m. s.l.m. e, salendo, alla fine del prato vi è la sorgente detta "Acqua del Pì"
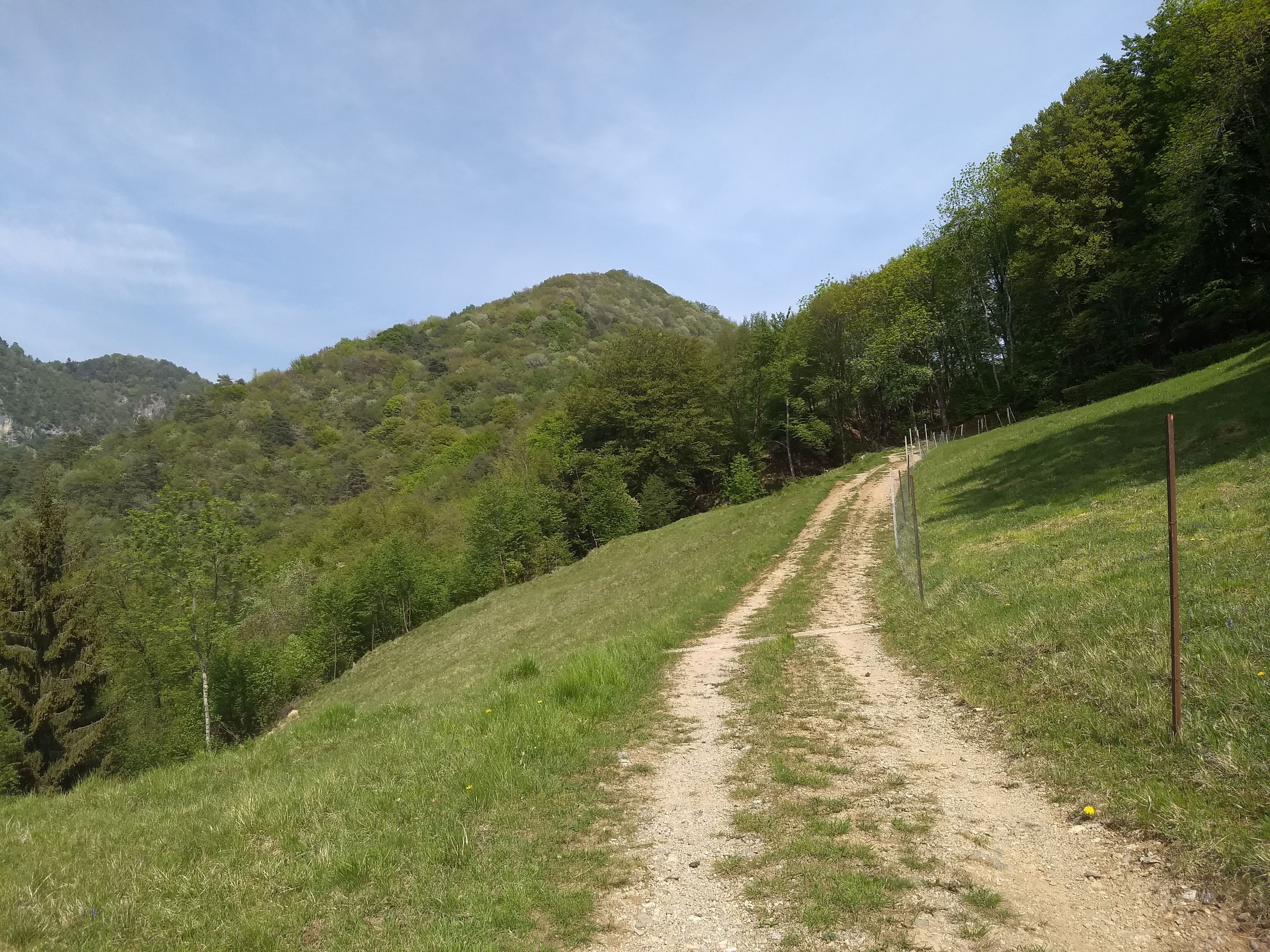
Monte Tavagnone, il Monte Gàs,  alto 1.128 m. s.l.m.
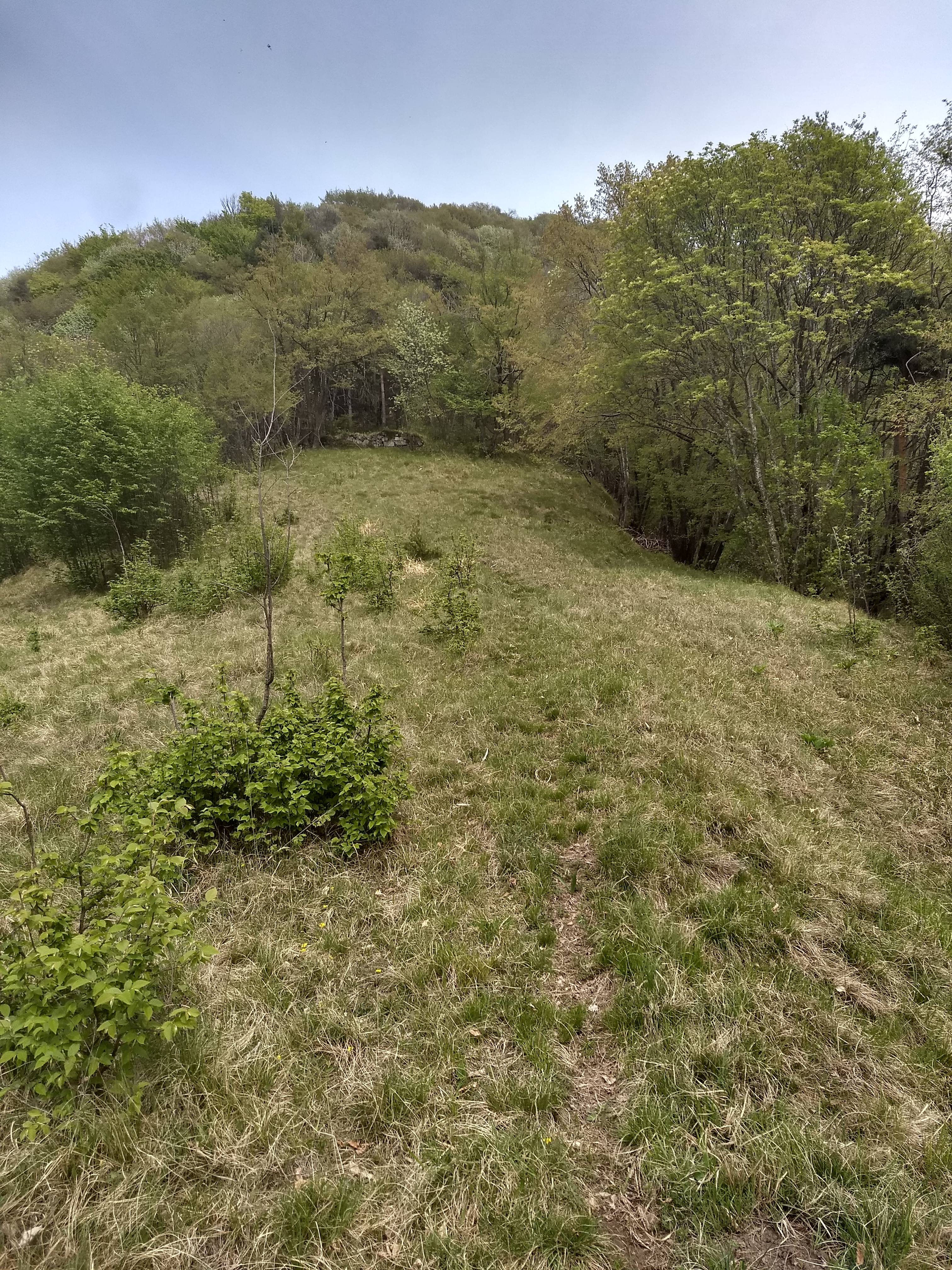
Monte Tavagnone, pendici del monte Gàs, località Orto con la sorgente nei pressi del muro a secco detta "Acqua del Pì" che alimenta anche la sottostante pozza d'abbeverata del fondo Battista Corsetti detto "Prandini"
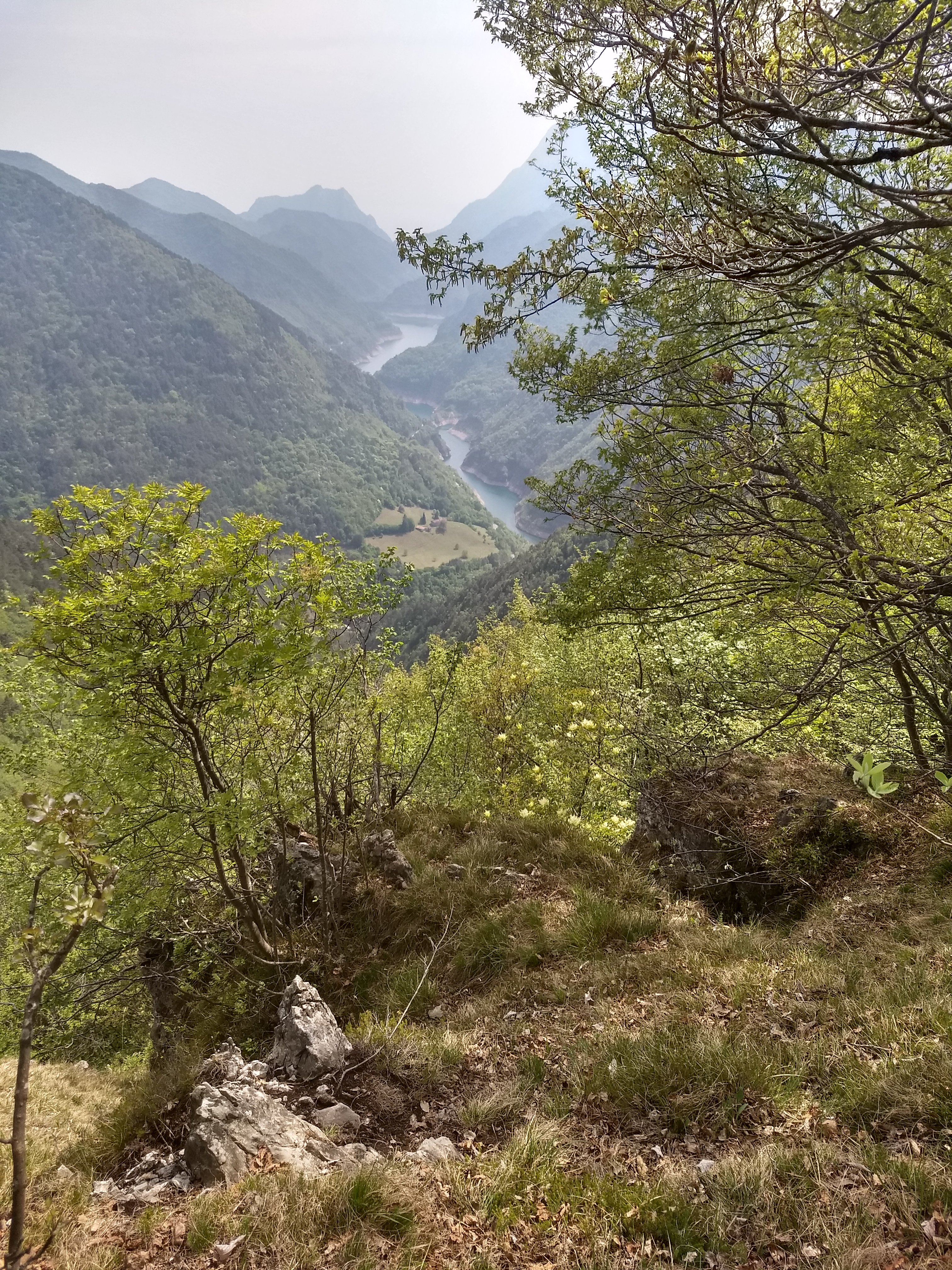
Monte Tavagnone, vista del fondo di Lignago sulle pendici del monte Prà, della Diga di Valvestino e sullo sfondo il monte Castello. Alla sinistra di Lignago il versante della montagna chiamato nel 1744 dal cartografo Peter Anich monte Pinedo
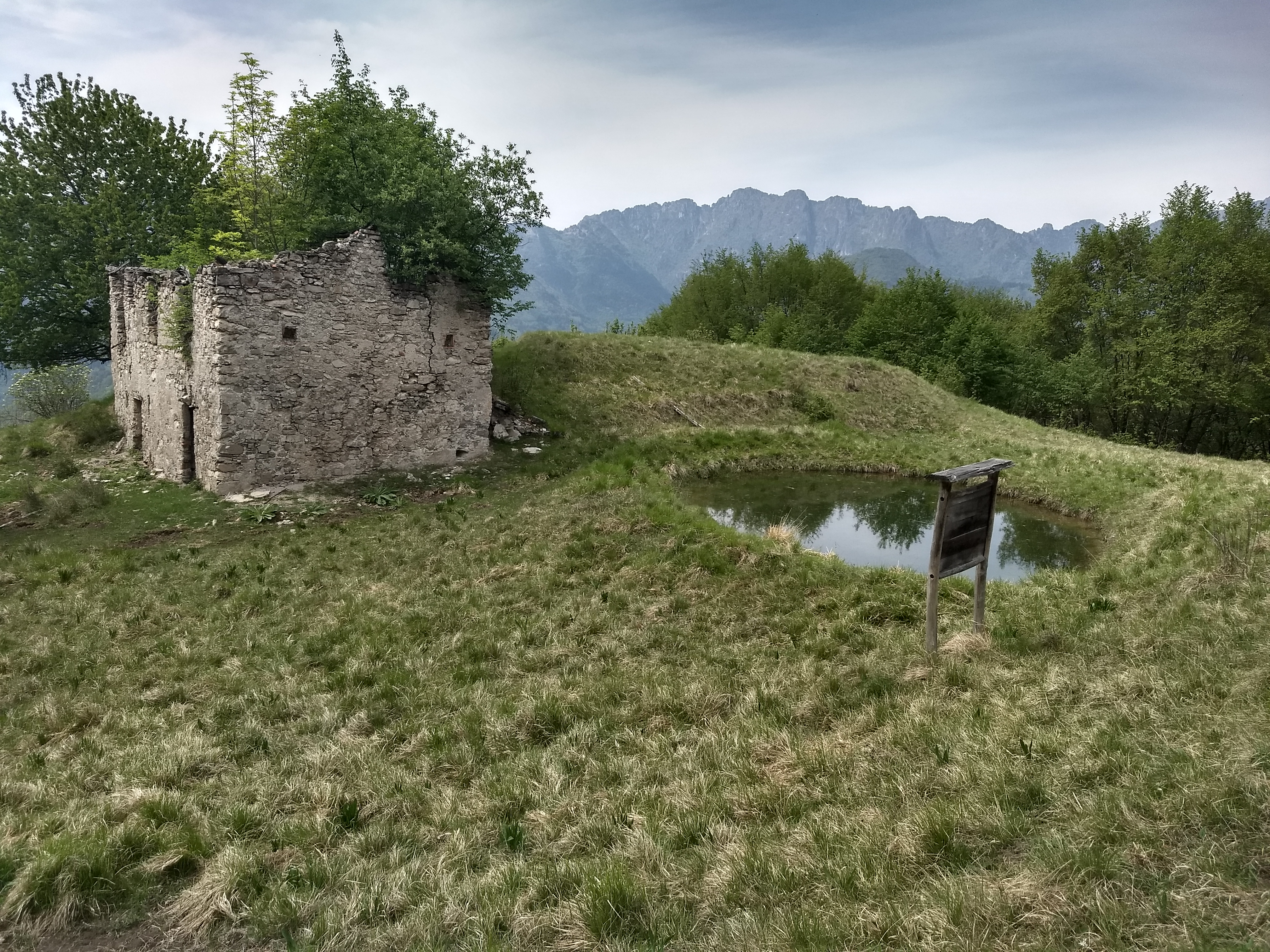
Monte Tavagnone, ruderi dell'antico cascinale ex proprietà di Battista Corsetti di Turano, detto "Prandini", con la pozza d'abbeverata costruita "ex novo" nel 2011 dall'ERSAF Lombardia attuale proprietaria
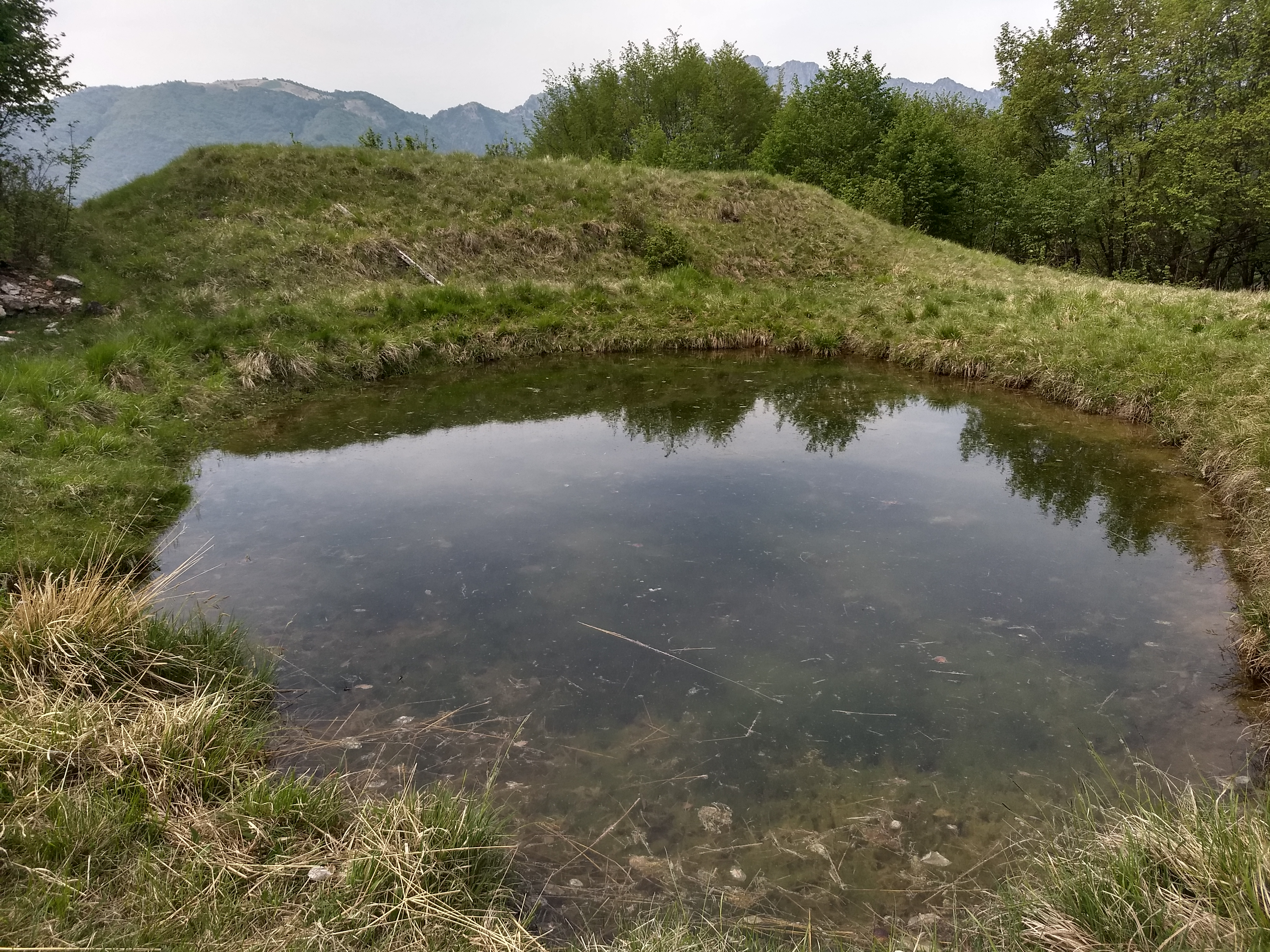
Monte Tavagnone, particolare della pozza d'acqua d'abbeverrata detta localmente "lavàc" dell"ex fondo Battista Corsetti detto "Prandini"
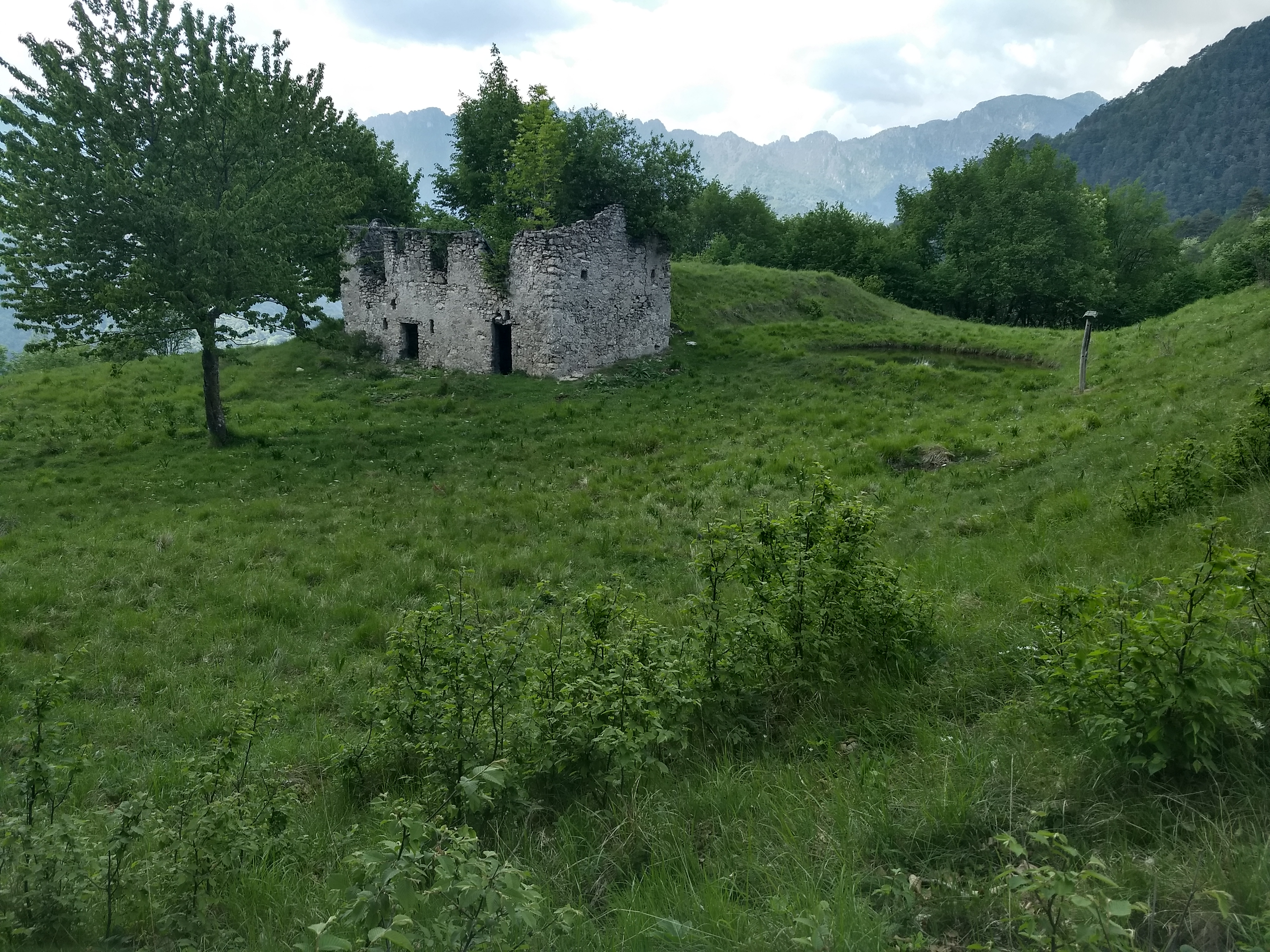
Monte Tavagnone, ruderi dell'ex fondo Battista Corsetti detto "Prandini"
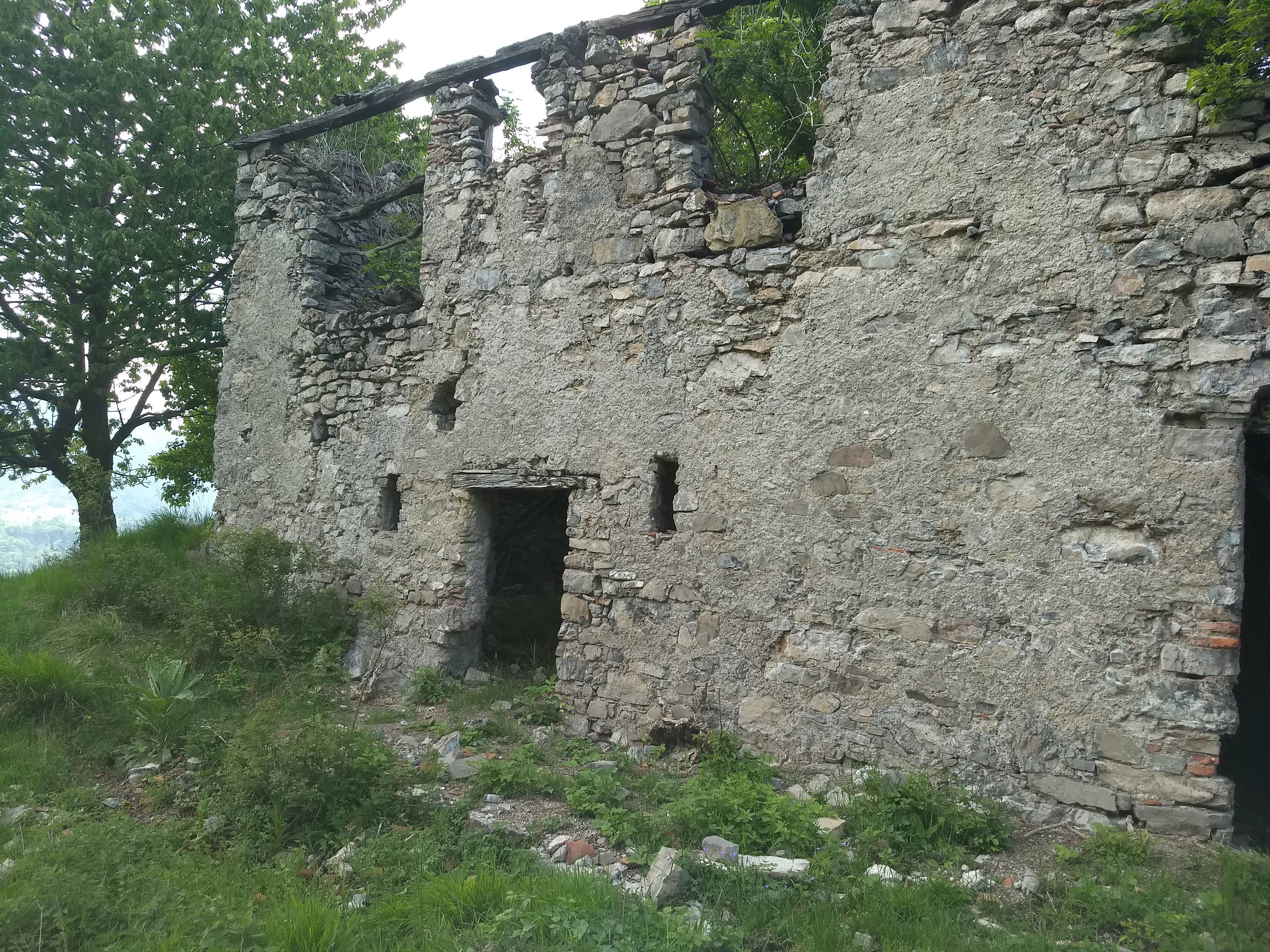
Monte Tavagnone, ruderi dell'ex fondo Battista Corsetti "Prandini"
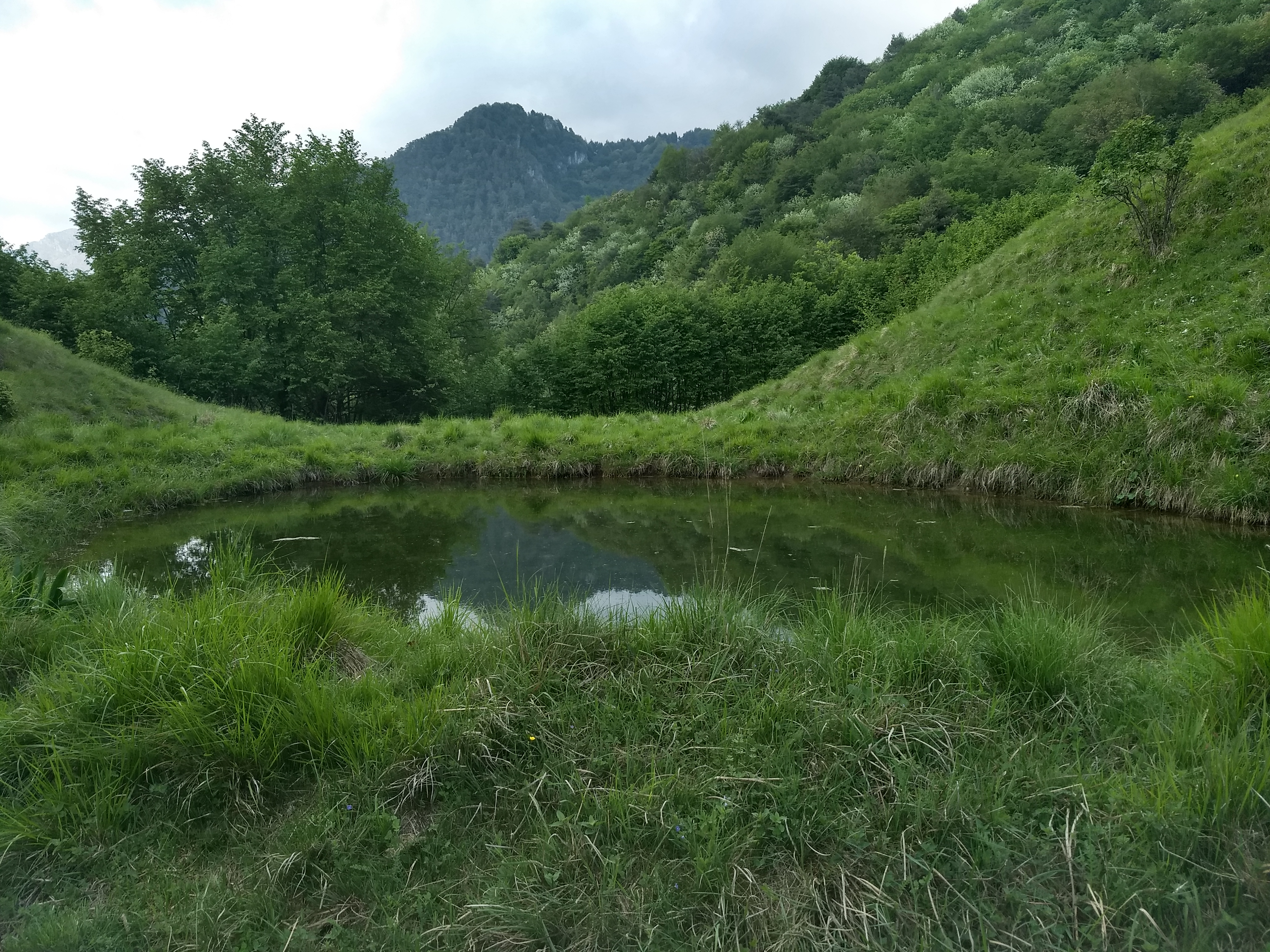
Monte Tavagnone, pozza d'abbeverata detta del "Prandini", sullo sfondo Cima Camiolo o Pesòc
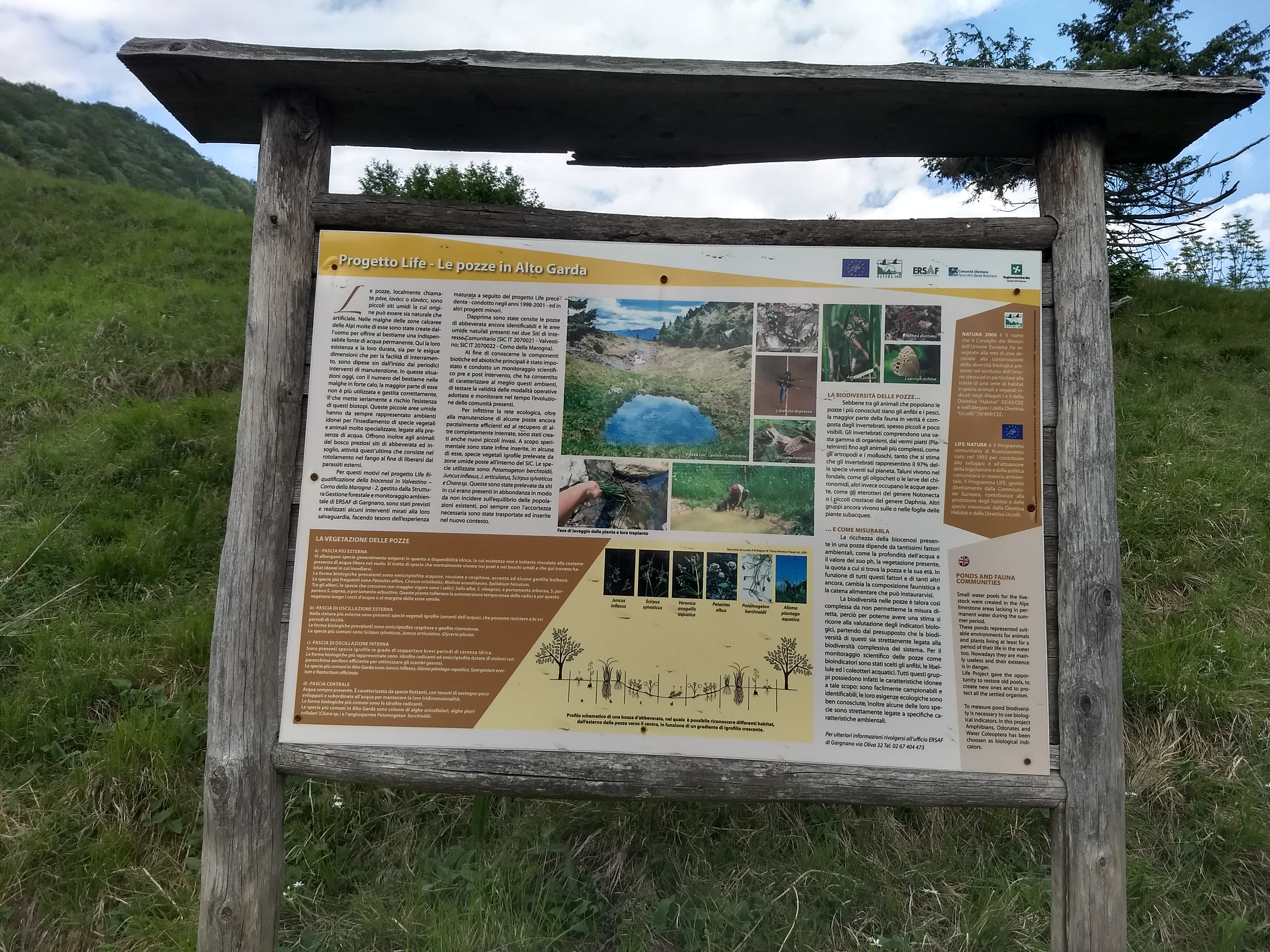
Monte Tavagnone, pannello informativo ERSAF Lombardia presso la pozza del "Prandini"
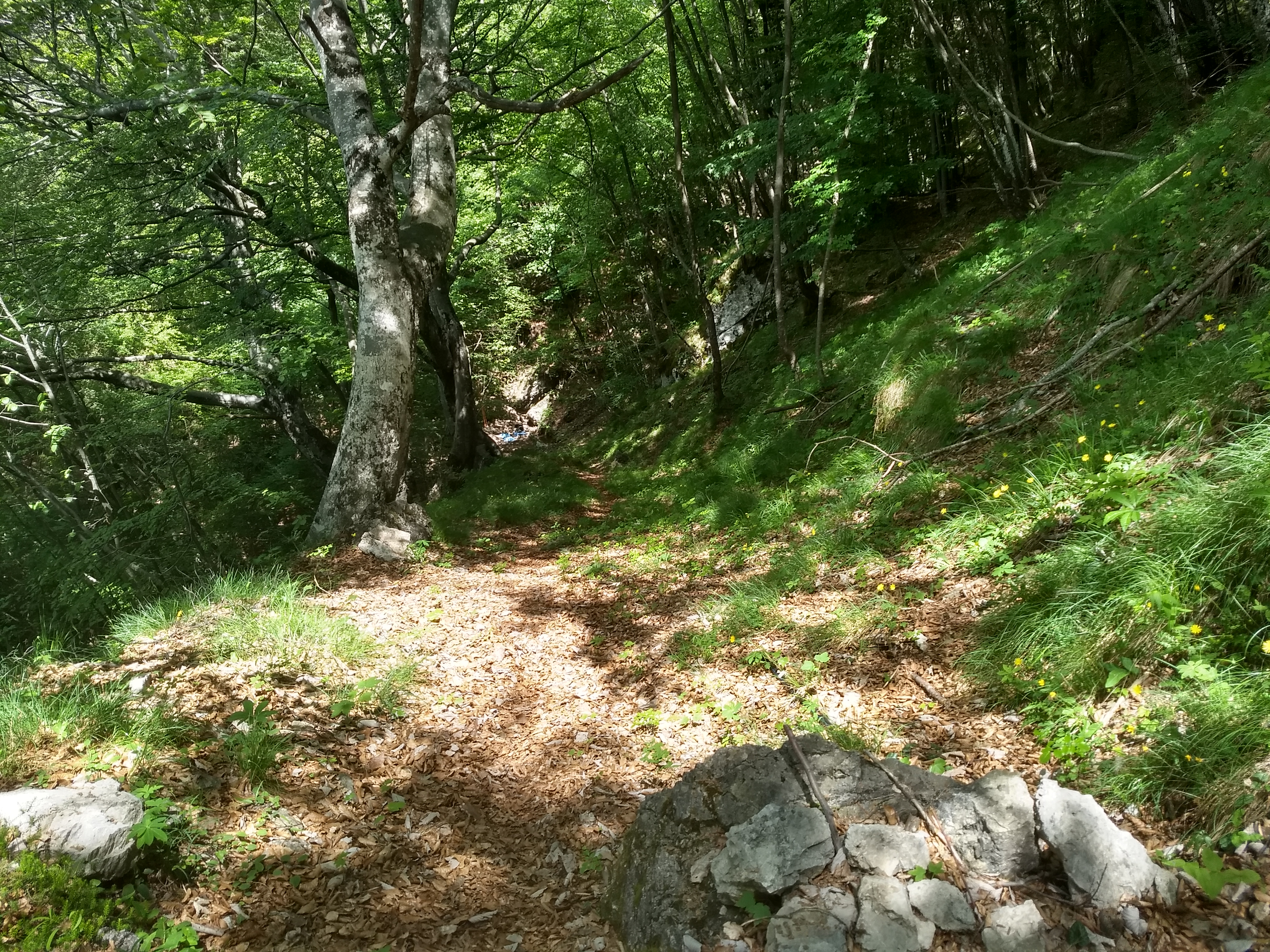
Monte Tavagnone, l'antica mulattiera che conduce alla località Fucina e la sorgente di Fontane o Acqua della Véna citata nel 1511
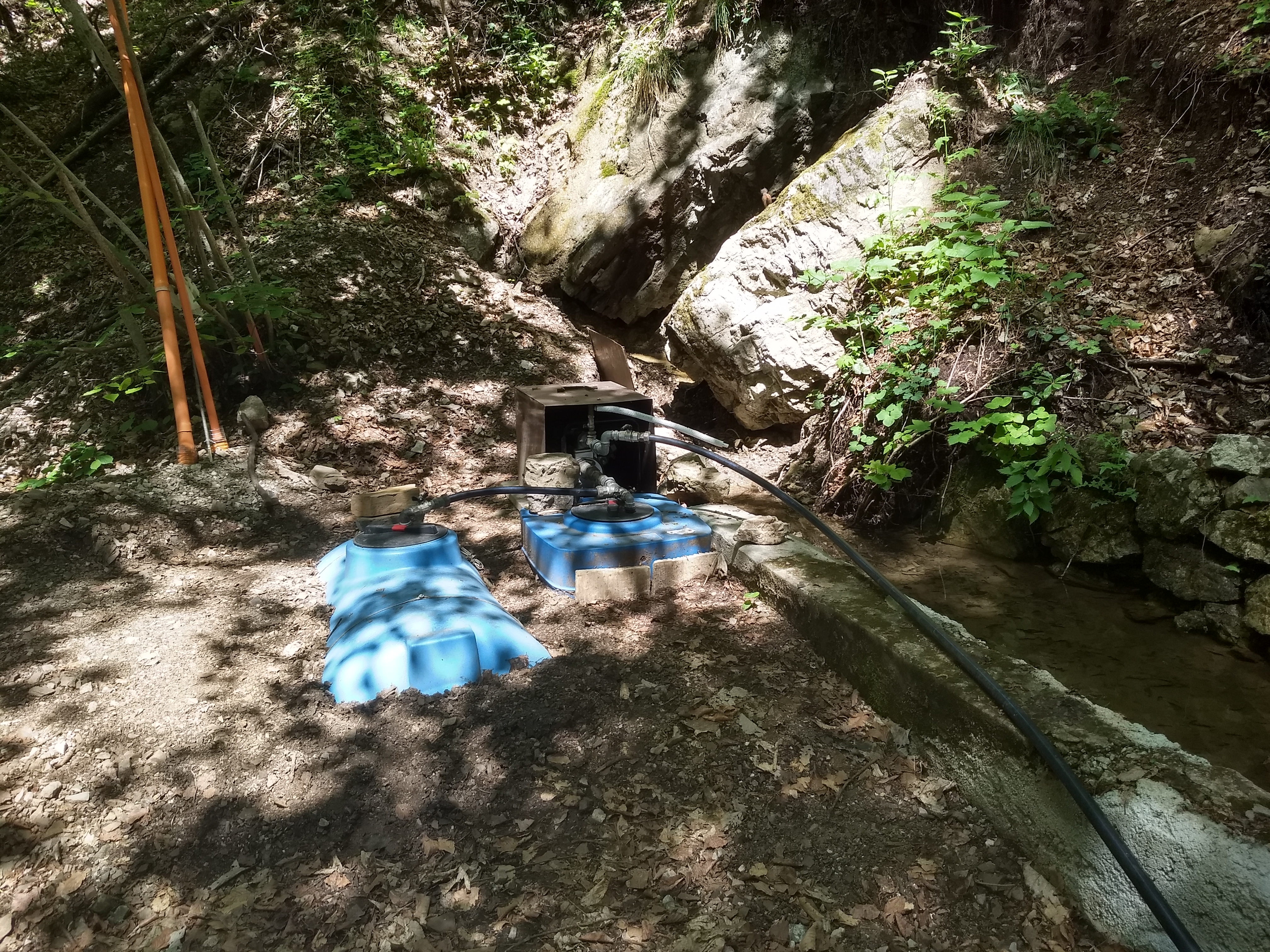
Monte Tavagnone, la sorgente di Fontane o Acqua della Véna
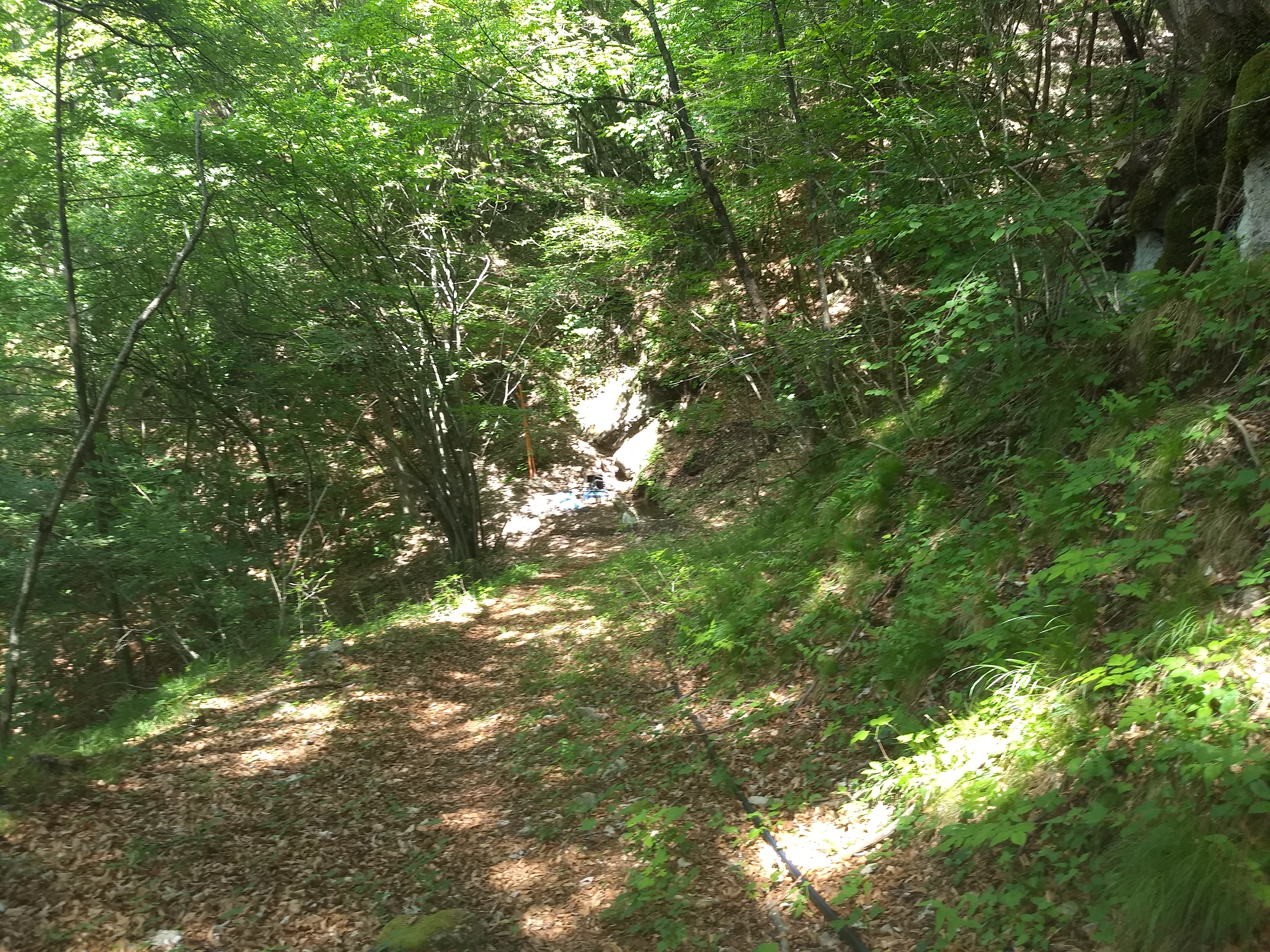
Monte Tavagnone, la sorgente di Fontane o Acqua della Véna
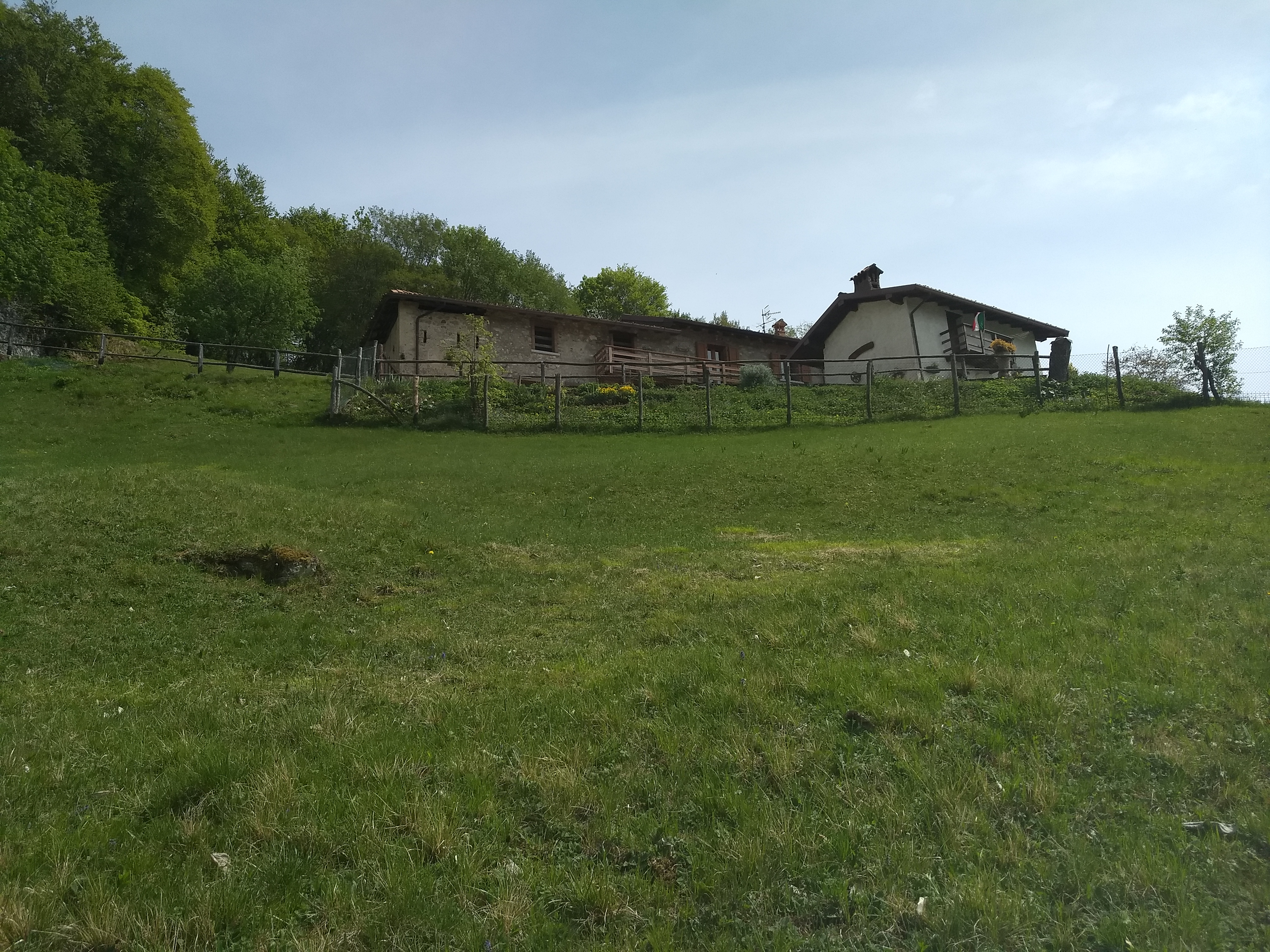
Monte Tavagnone, fondo agricolo detto della Faremina
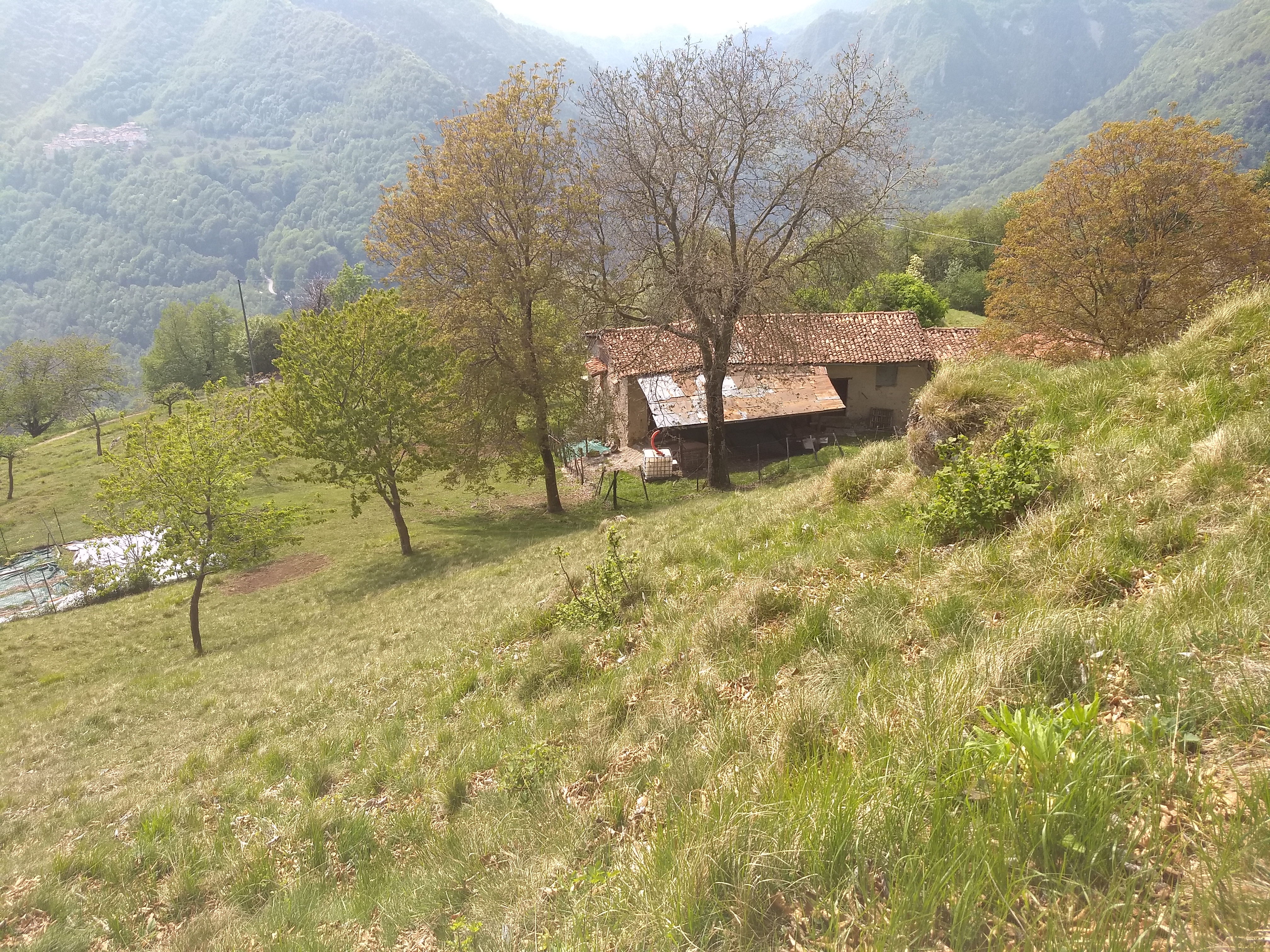
Monte Tavagnone, fondo agricolo detto dei Cioaröi o Sürc in località Toio
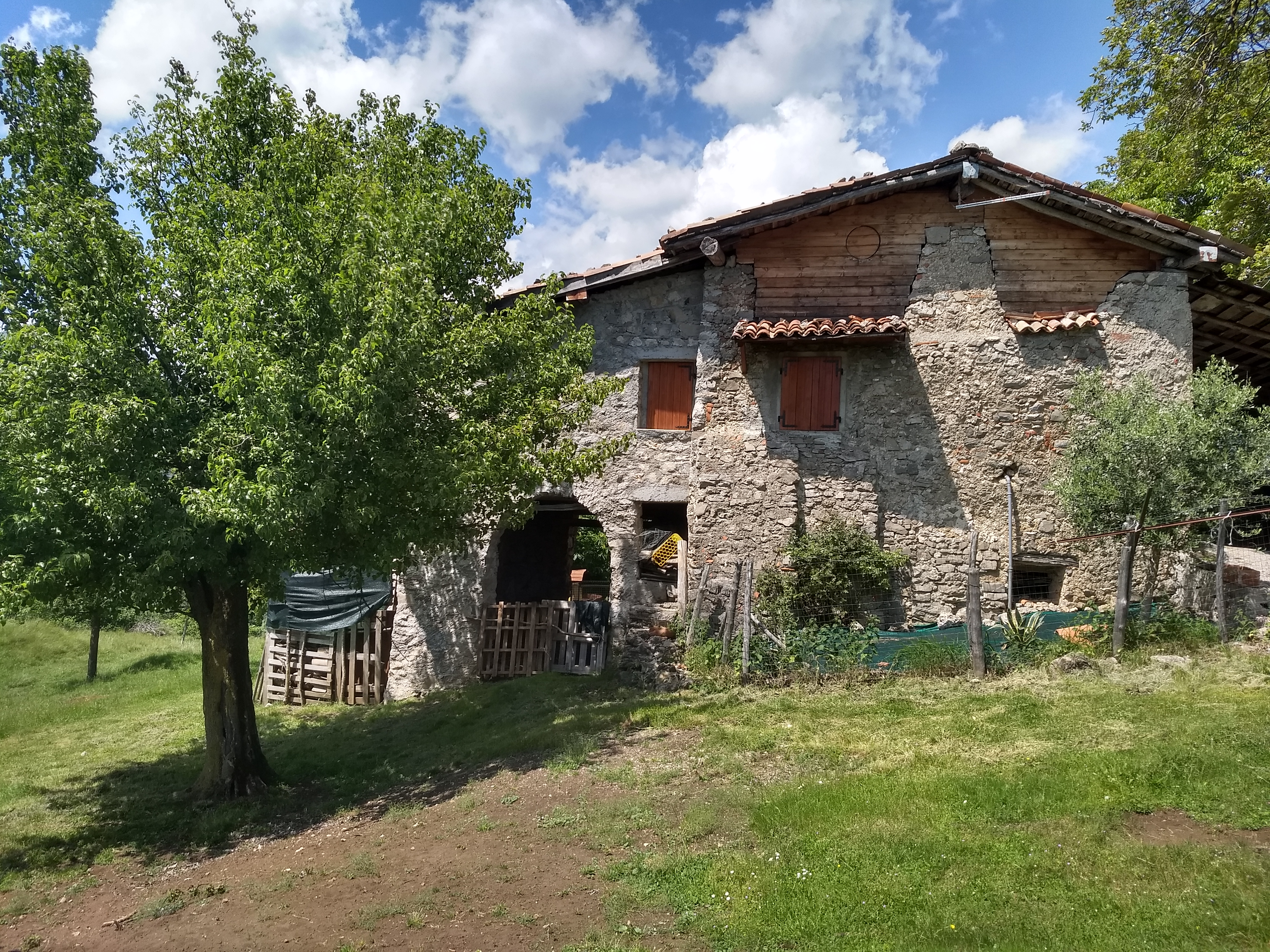
Monte Tavagnone, fondo agricolo detto dei Cioaröi o Sürc in località Toio
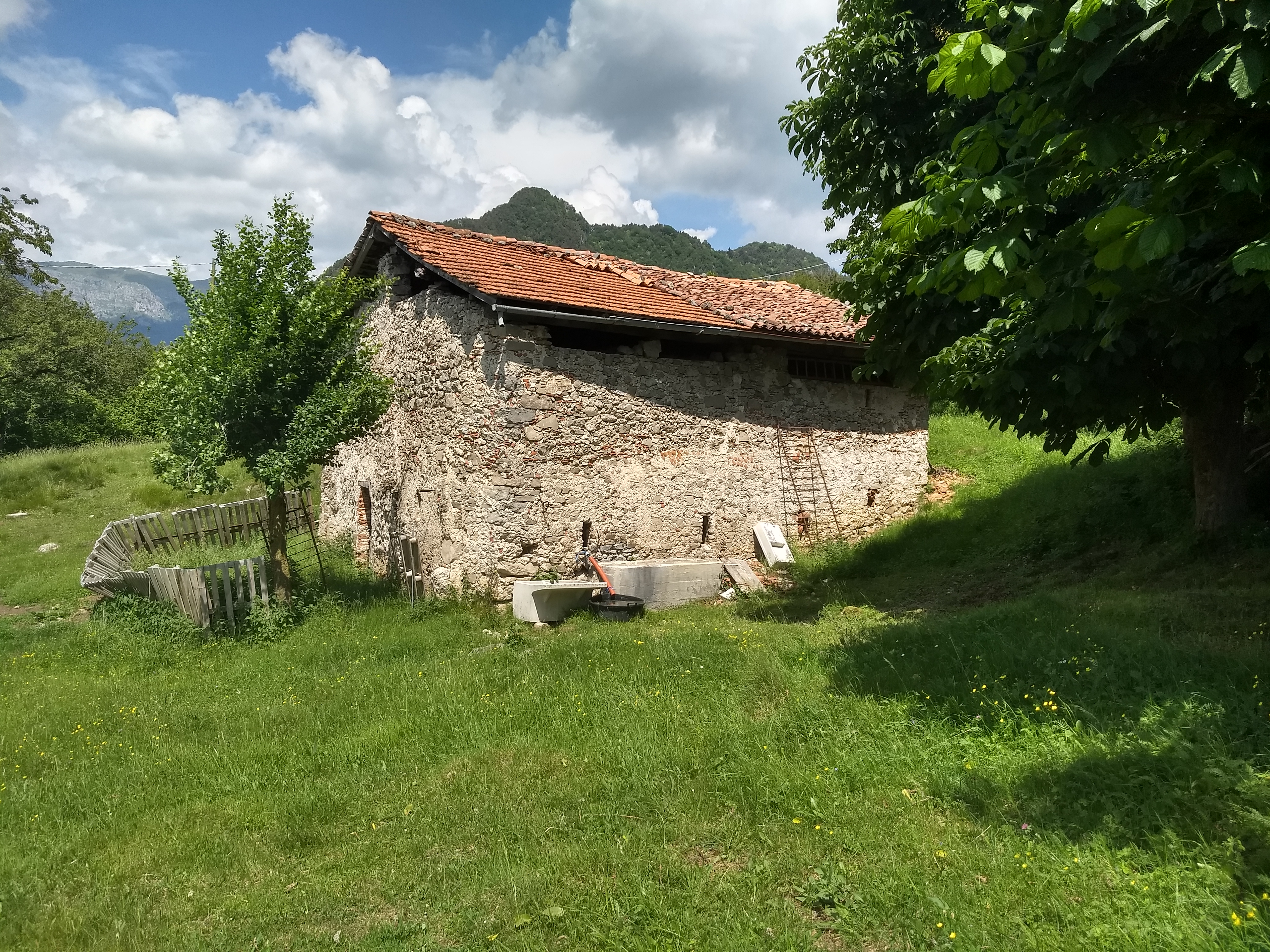
Monte Tavagnone, fondo agricolo detto dei Cioarői
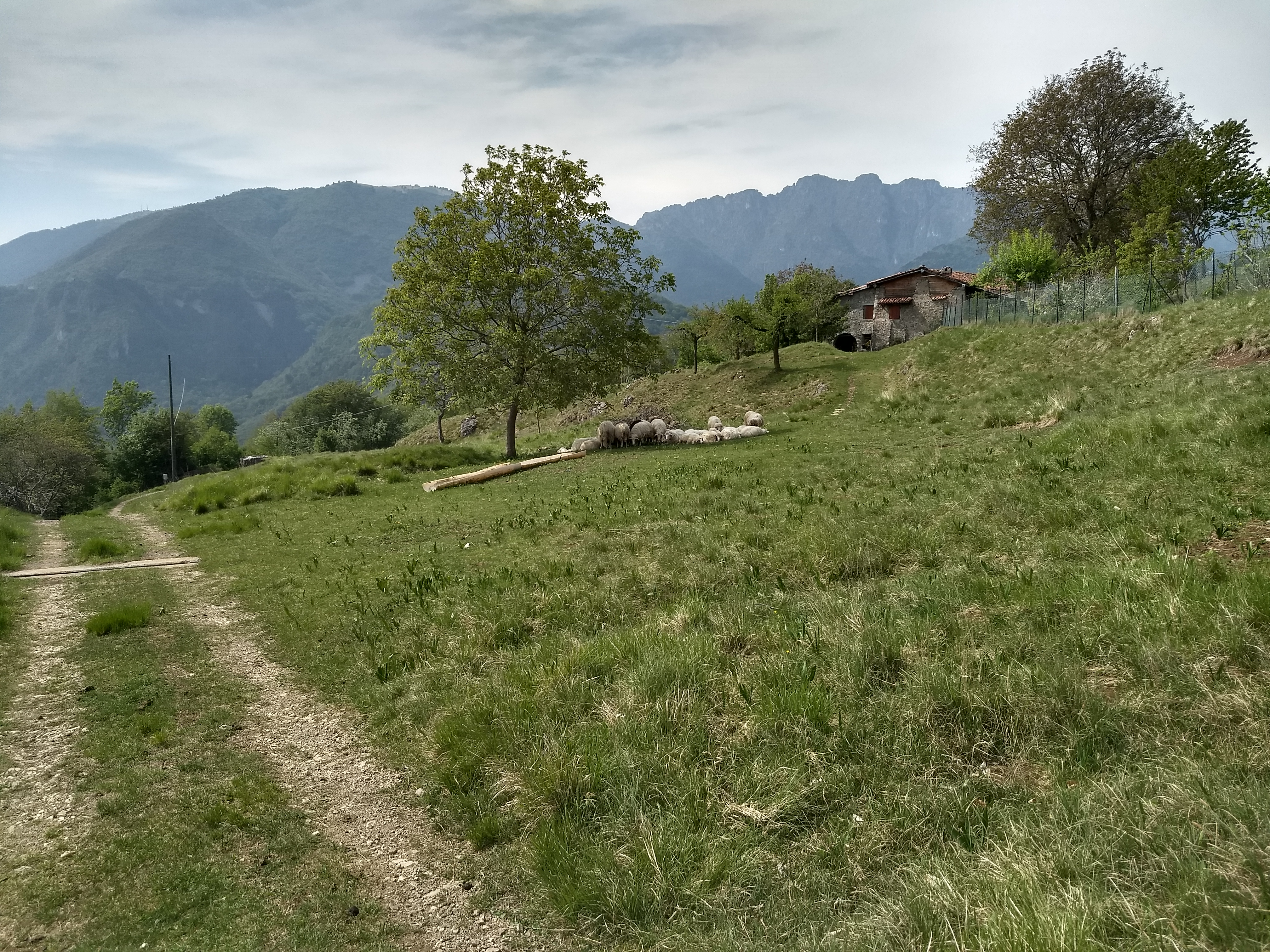
Monte Tavagnone, fondo dei Cioaröi
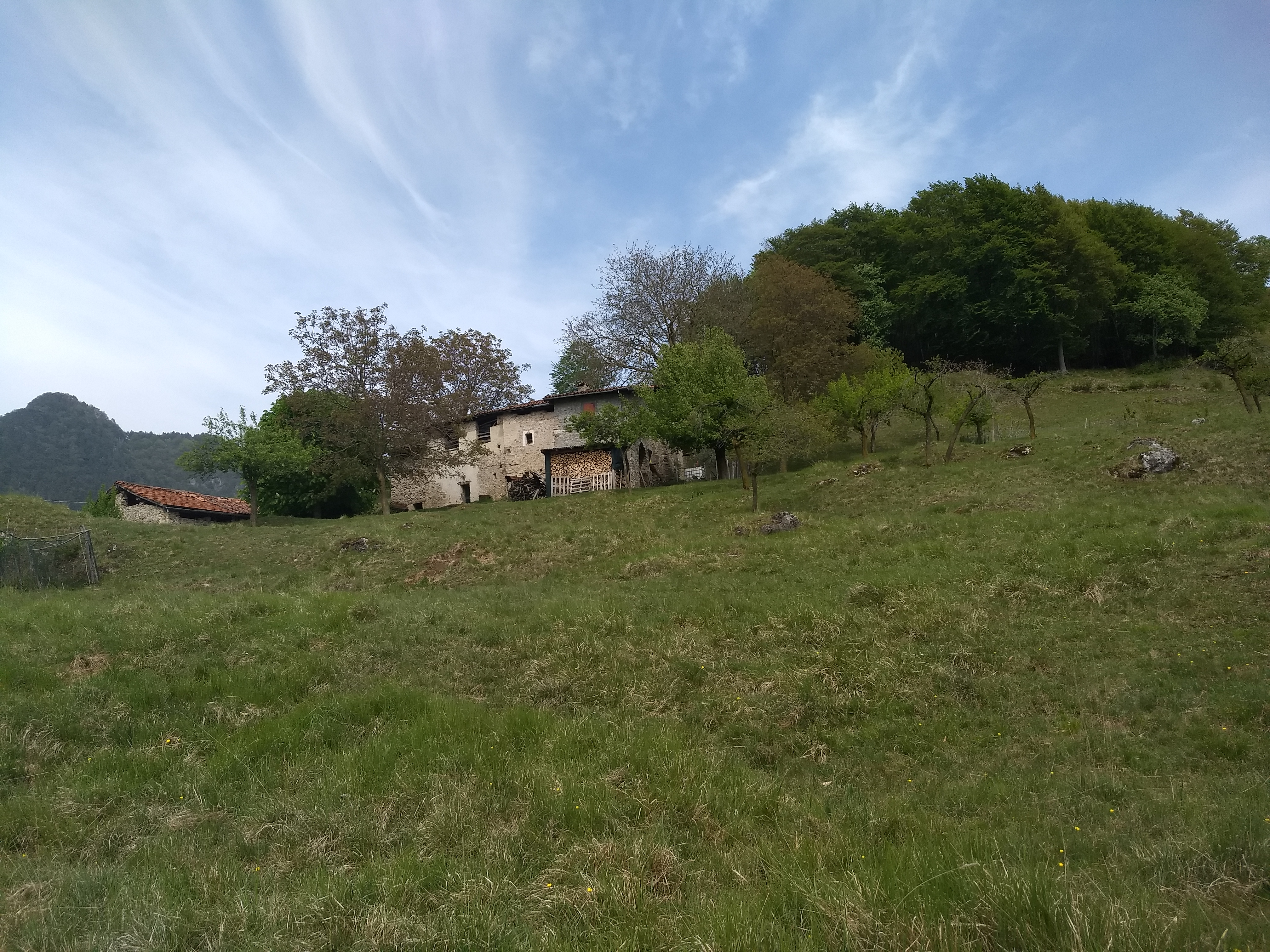
Monte Tavagnone, fondo agricolo detto dei Cioaröi
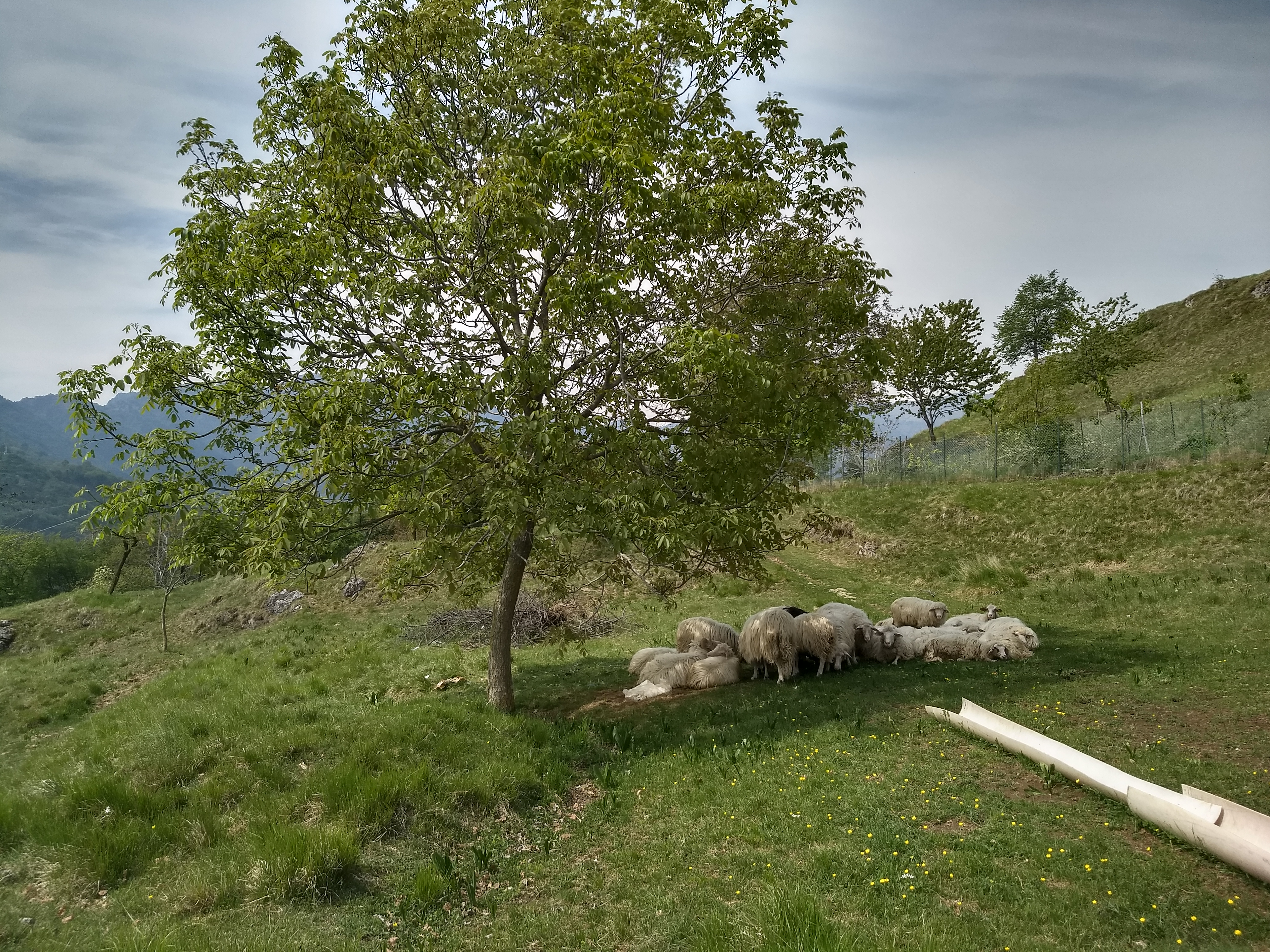
Monte Tavagnone, fondo dei Cioaröi
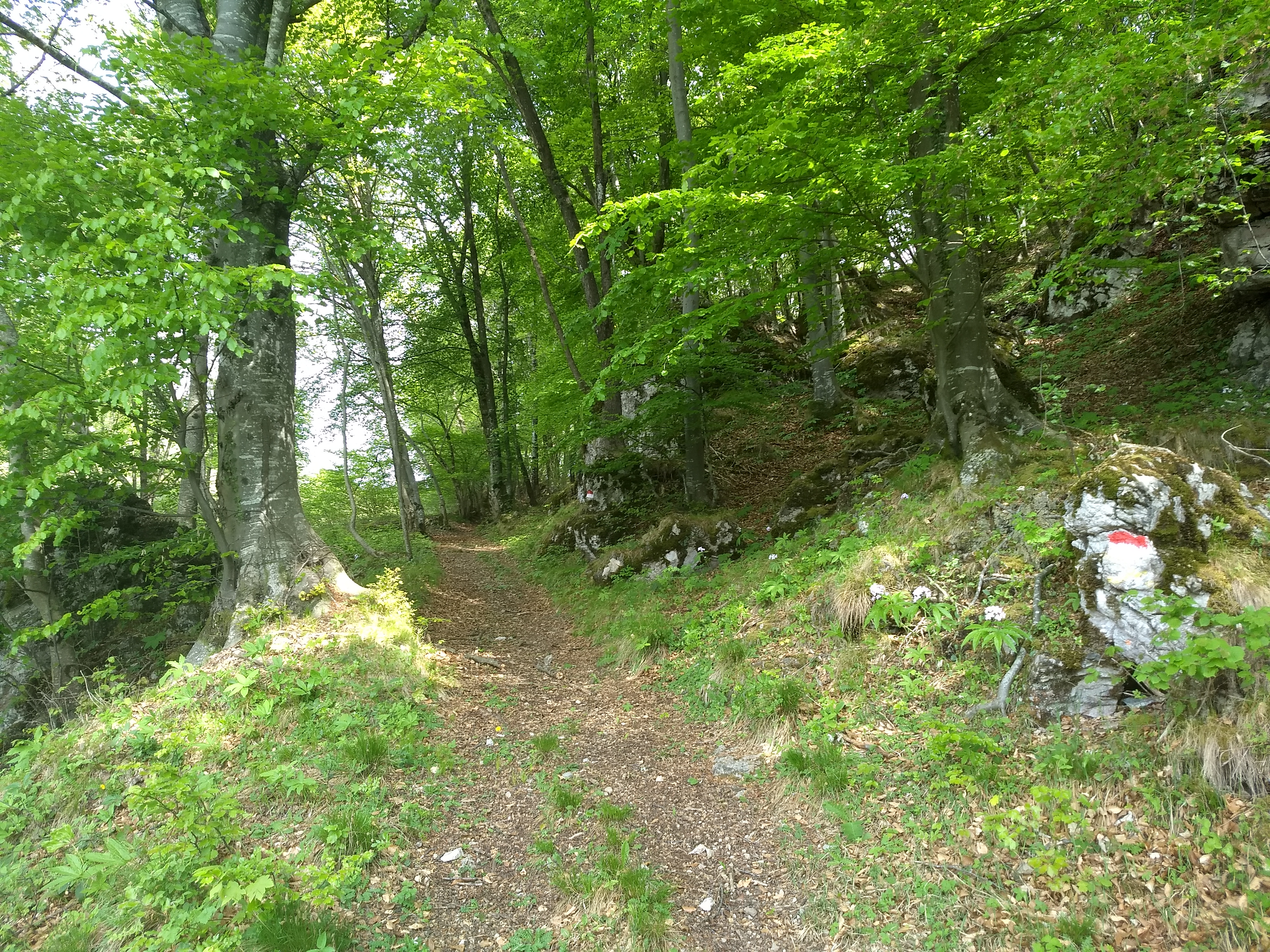
Monte Tavagnone, mulattiera che conduce al Dos di Sas, e attraverso il passo della Bocca della Véna a monte Camiolo o Droane
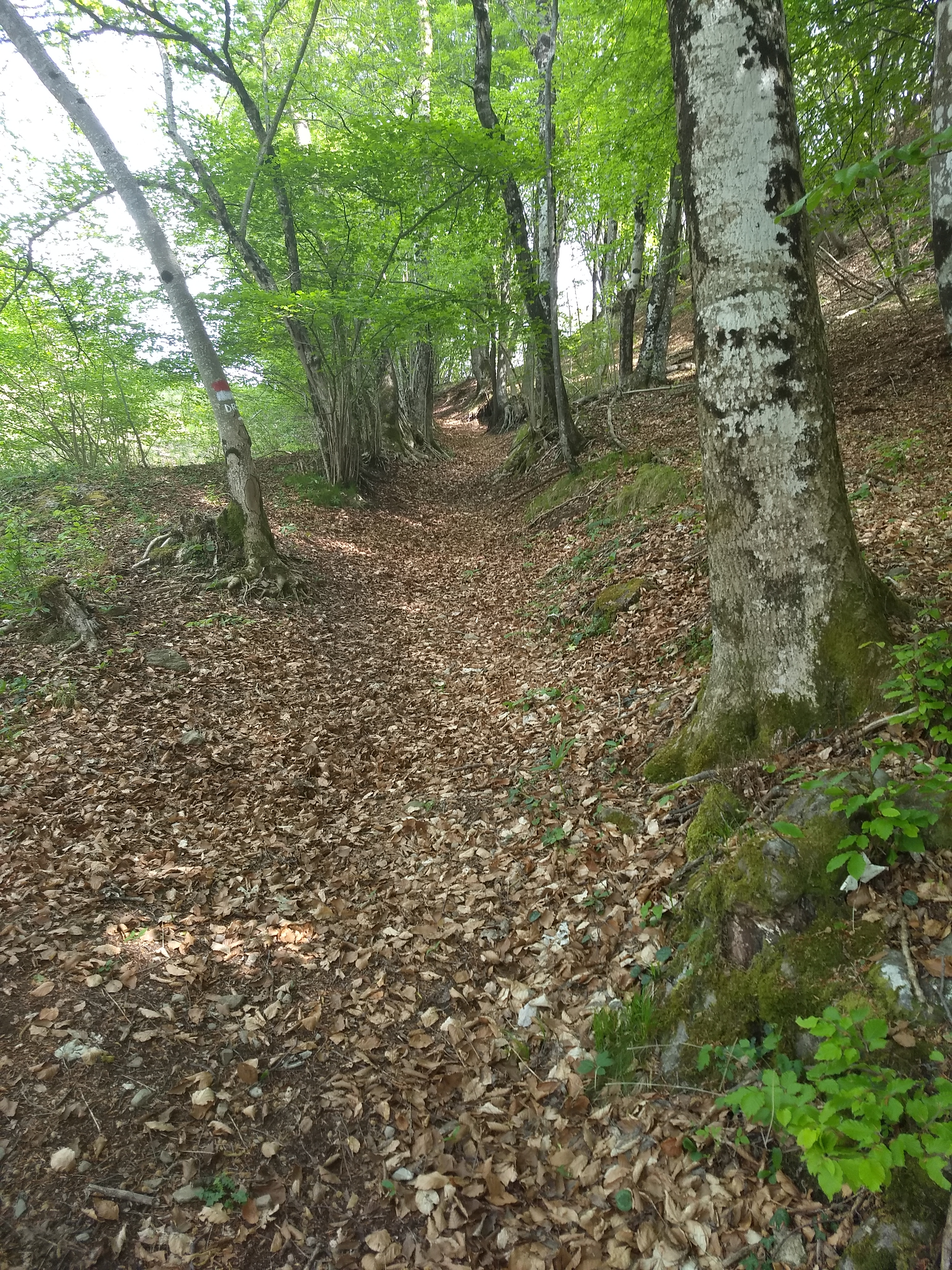
Monte Tavagnone, mulattiera sottostante il Dos di Sas e nei pressi del passo della Bocca della Véna che conduce nella valle del Droanello
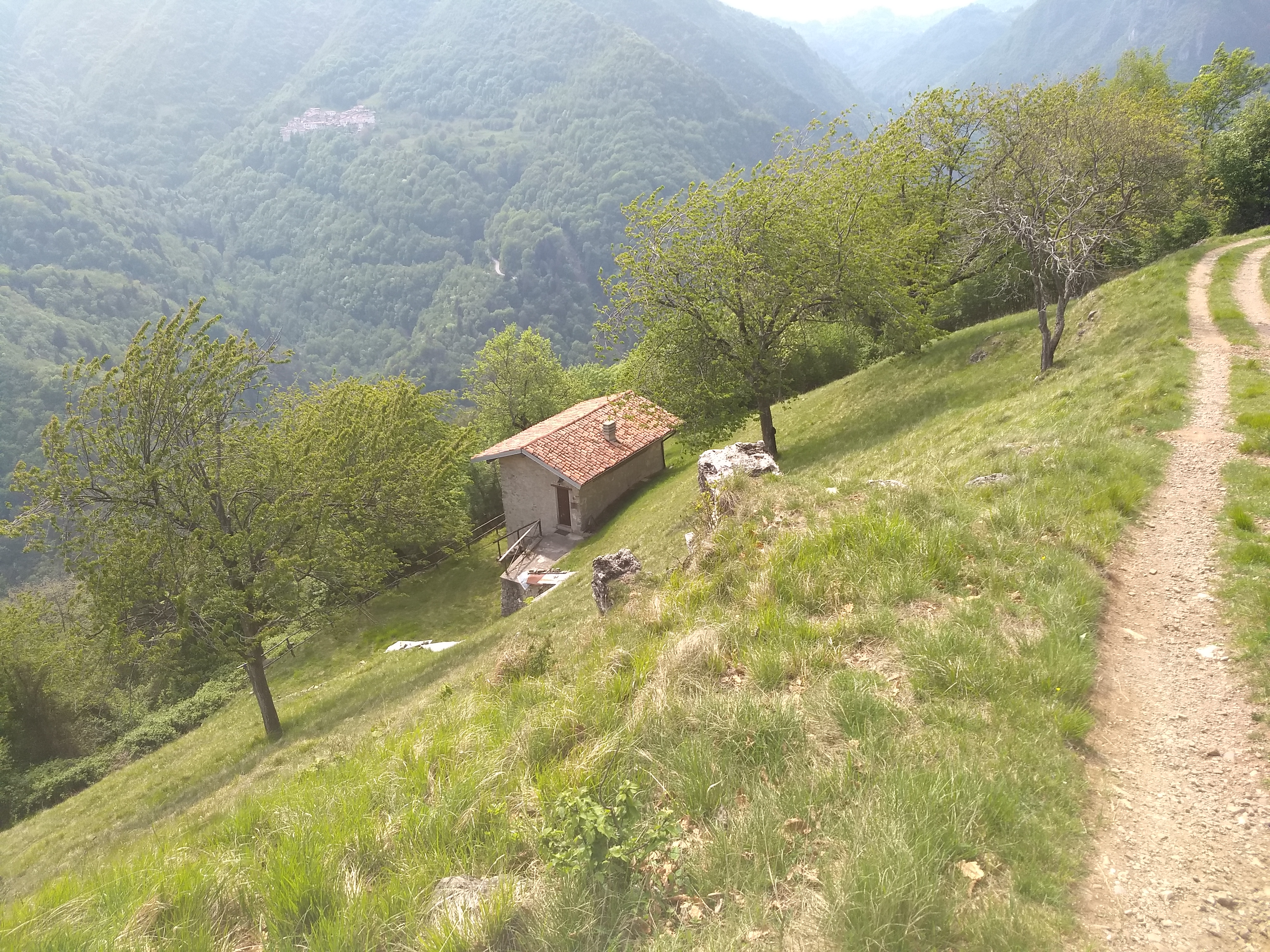
Monte Tavagnone, fondo agricolo Salvadori e sullo sfondo l'abitato di Bollone
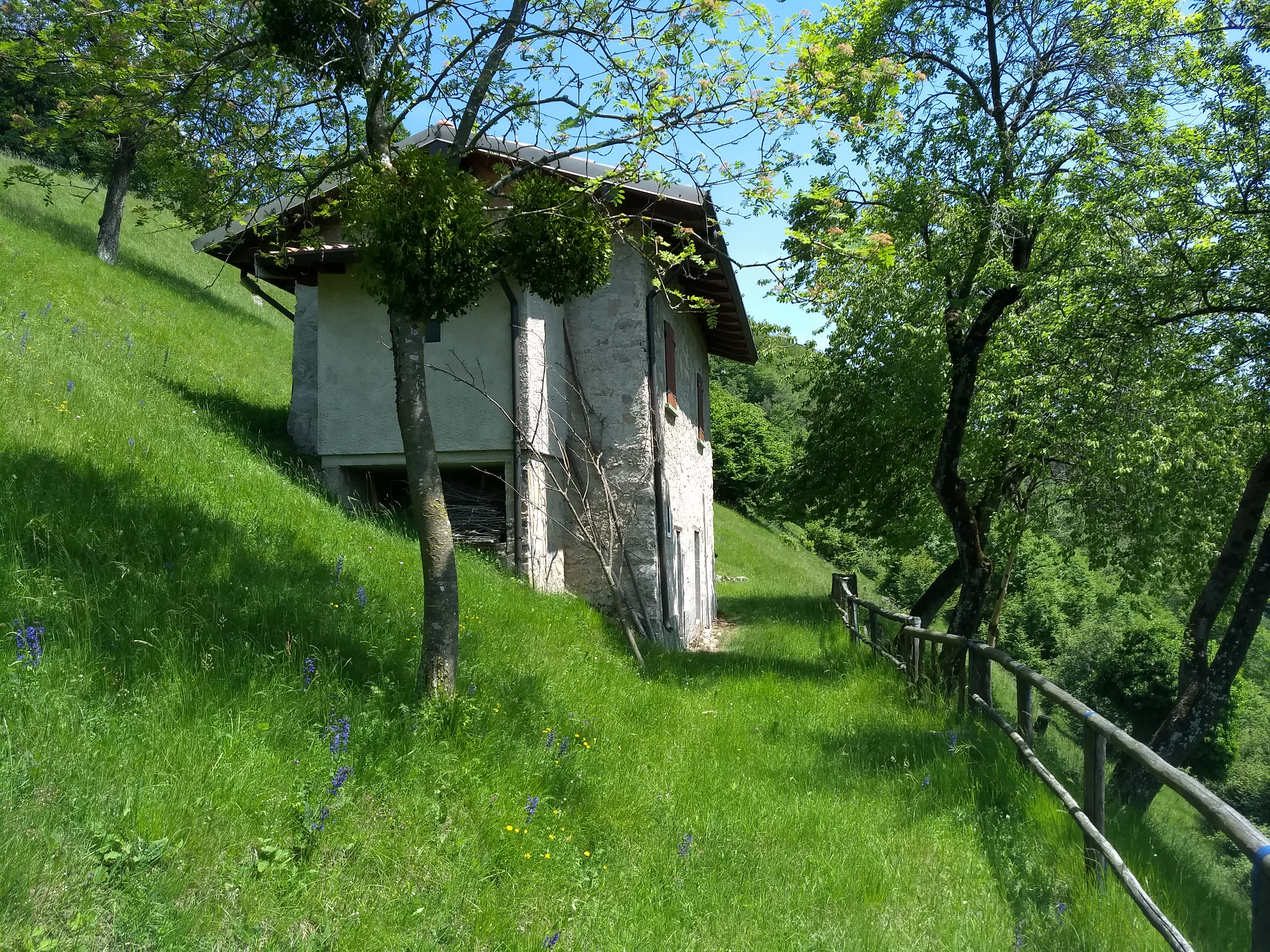
Monte Tavagnone, fondo agricolo Salvadori
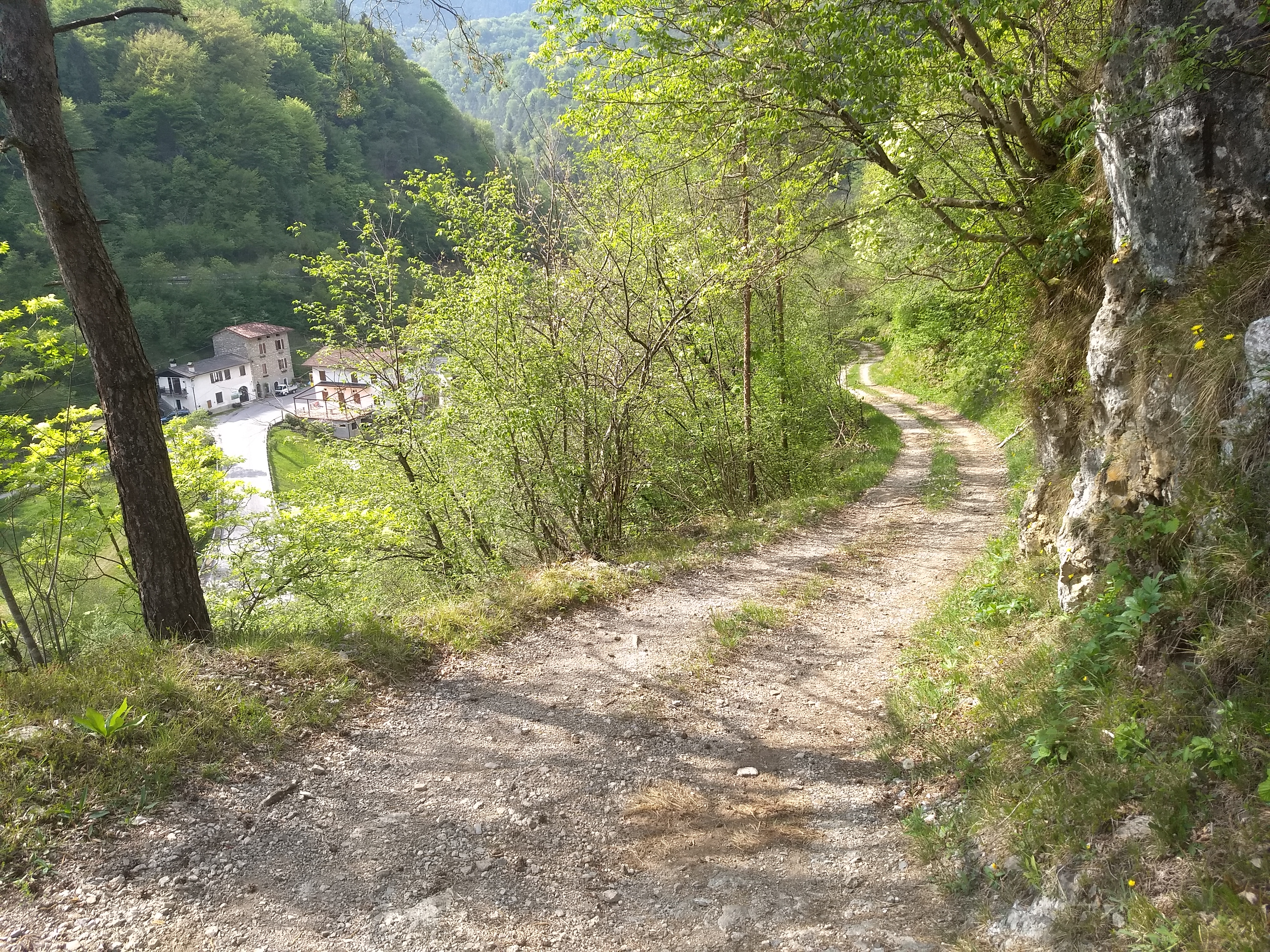
Monte Tavagnone, la strada forestale che dal Mulino di Bollone sale al monte Tavagnone costruita negli anni settanta del secolo scorso dall'ERSAF Lombardia
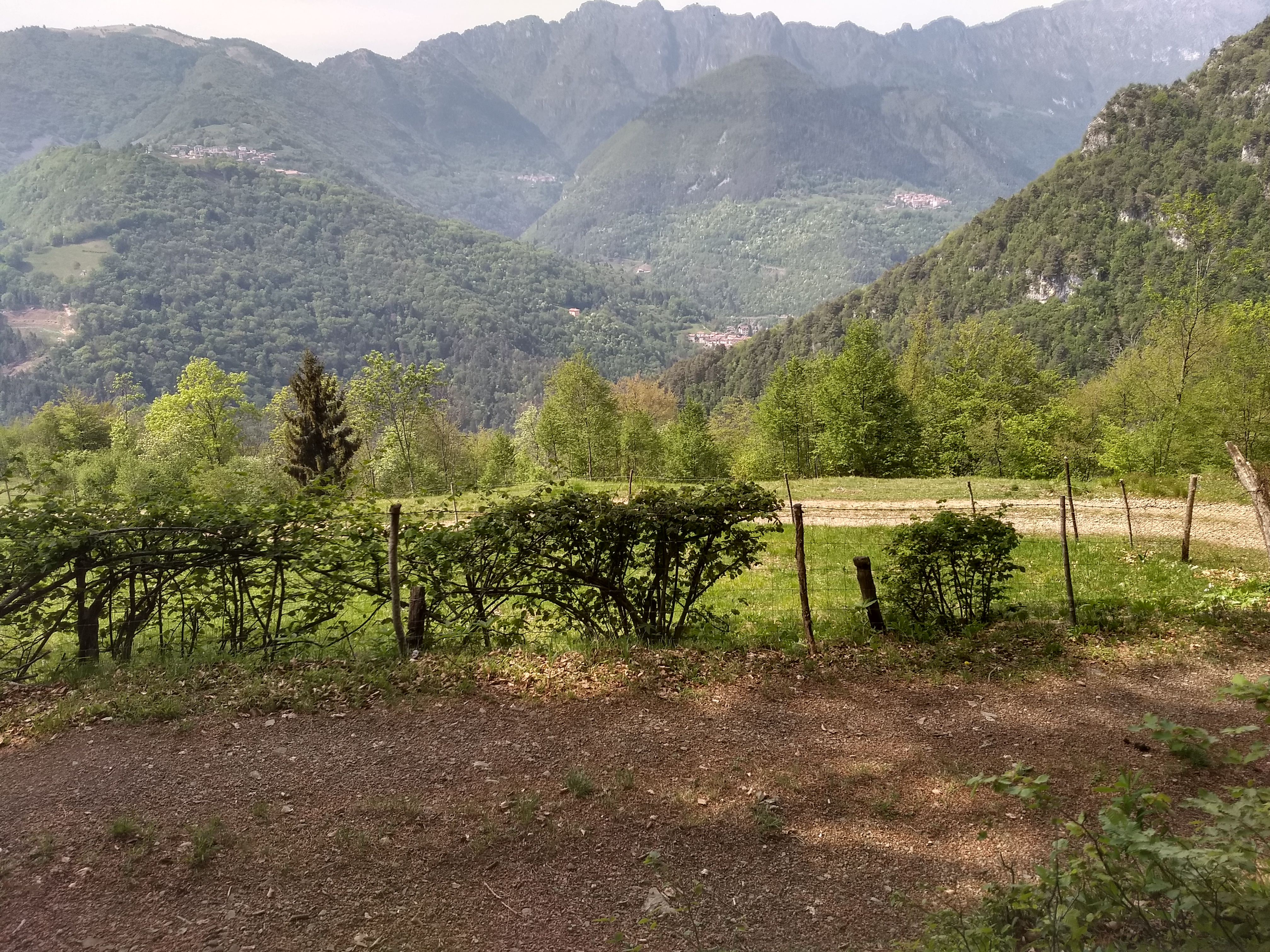
Monte Tavagnone, da sinistra gli abitati di Moerna, Persone, Turano, Armo e sullo sfondo il monte Stino e il monte Cingla
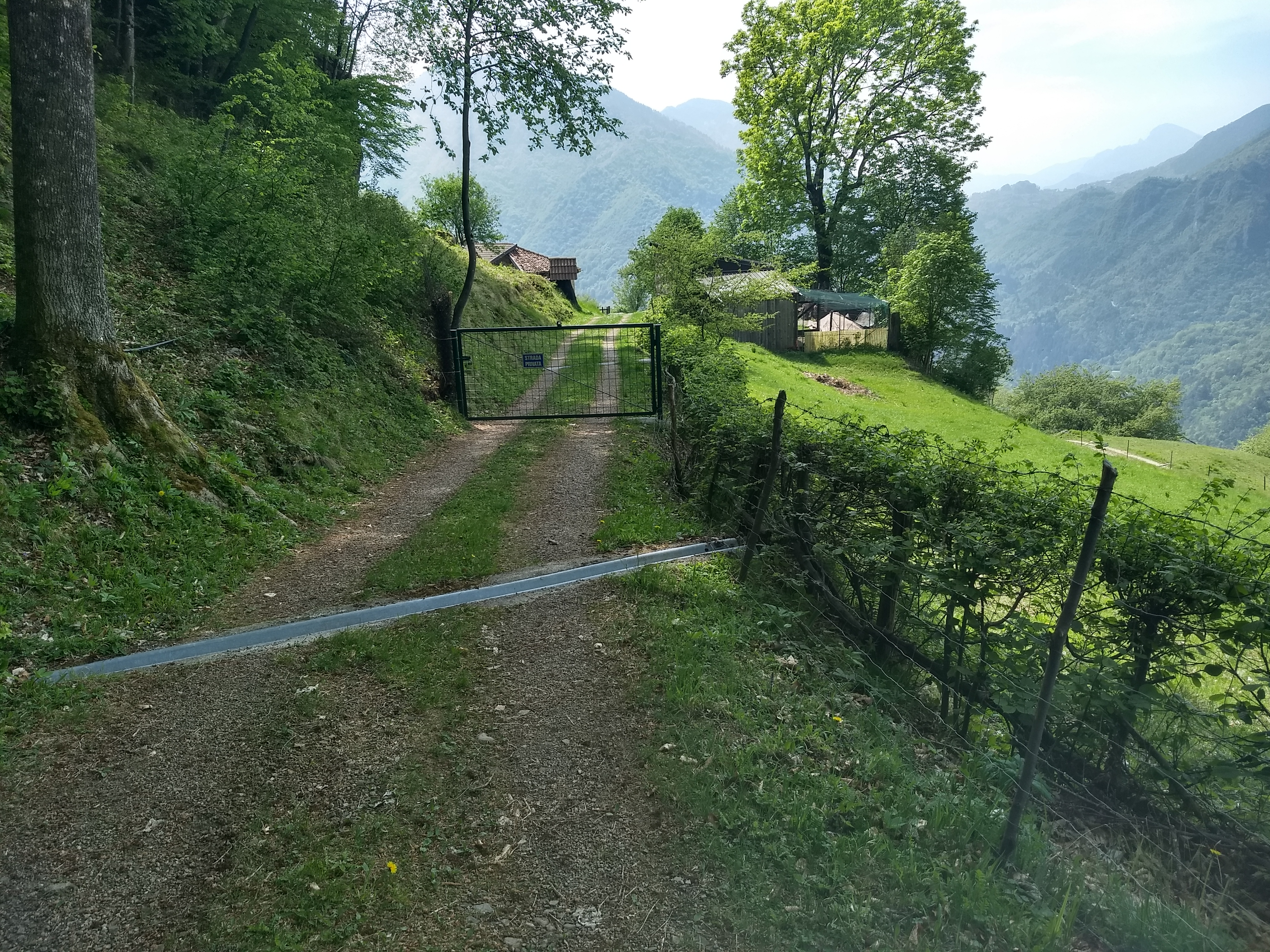
Monte Tavagnone, fondo agricolo detto della Faremina
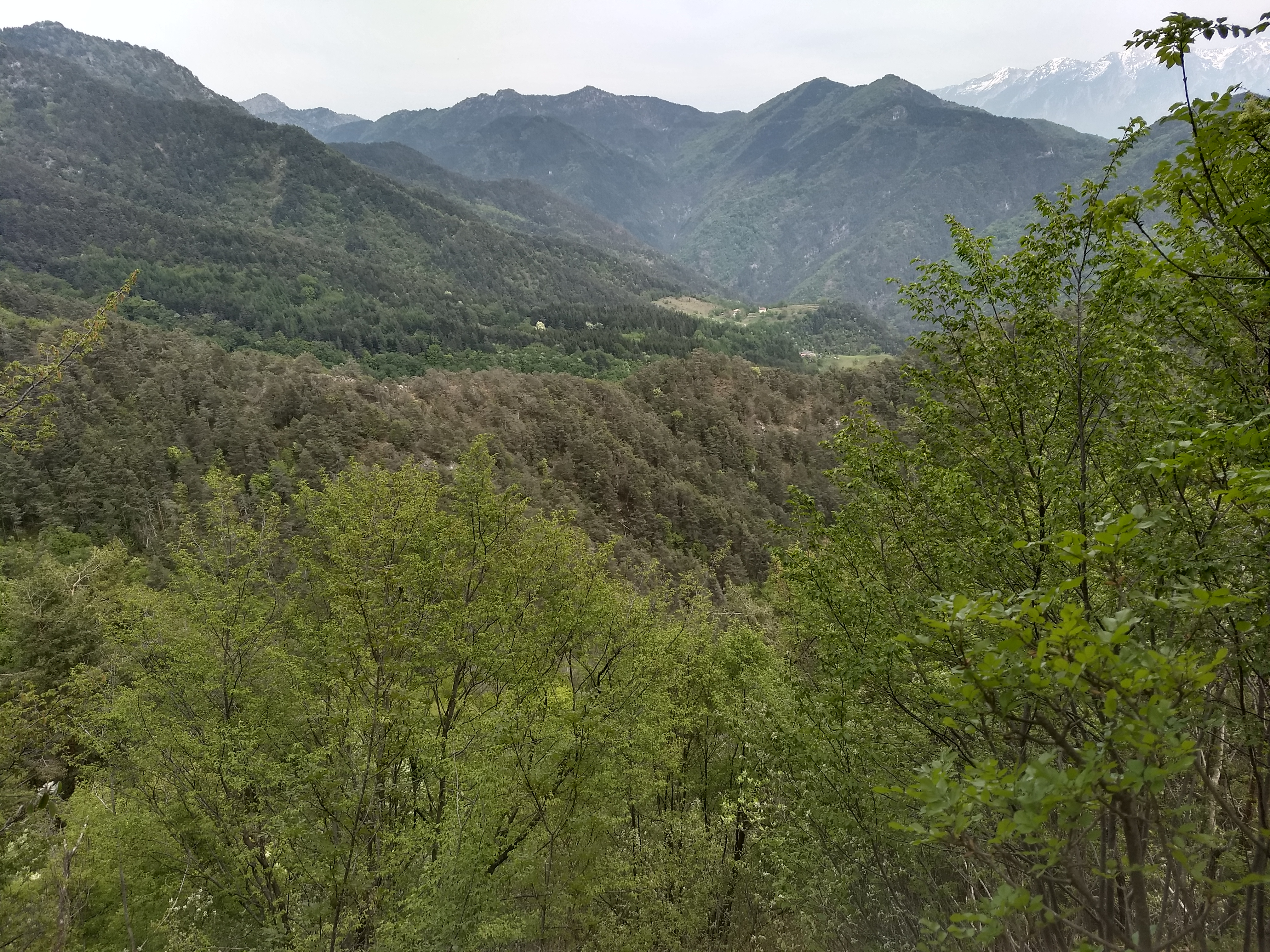
Monte Tavagnone, vista di Droane e della sua vallata dal sentiero che collega monte Camiolo con Tavagnone
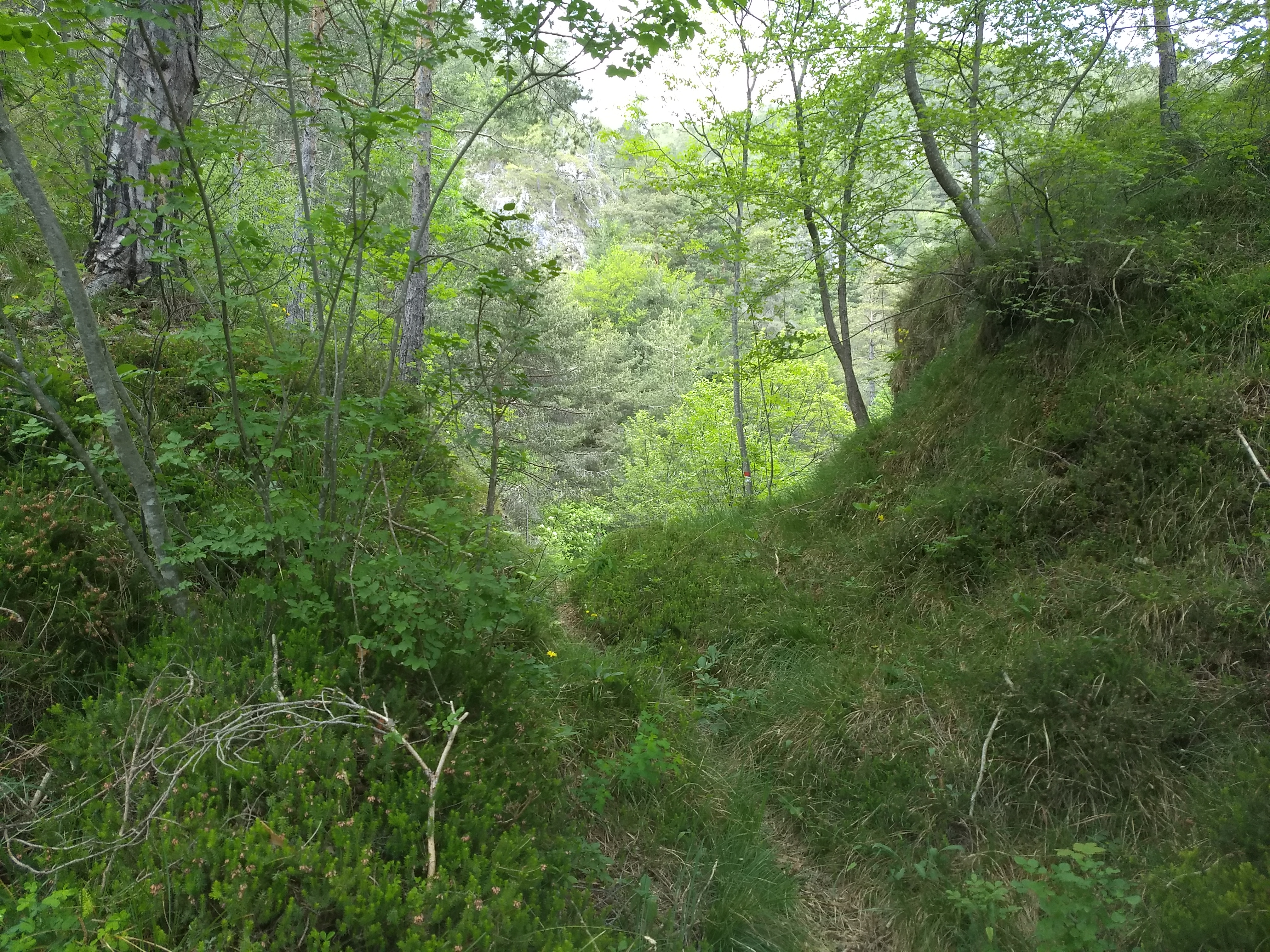
Monte Tavagnone, passaggio sul sentiero nella Valle del Droanello
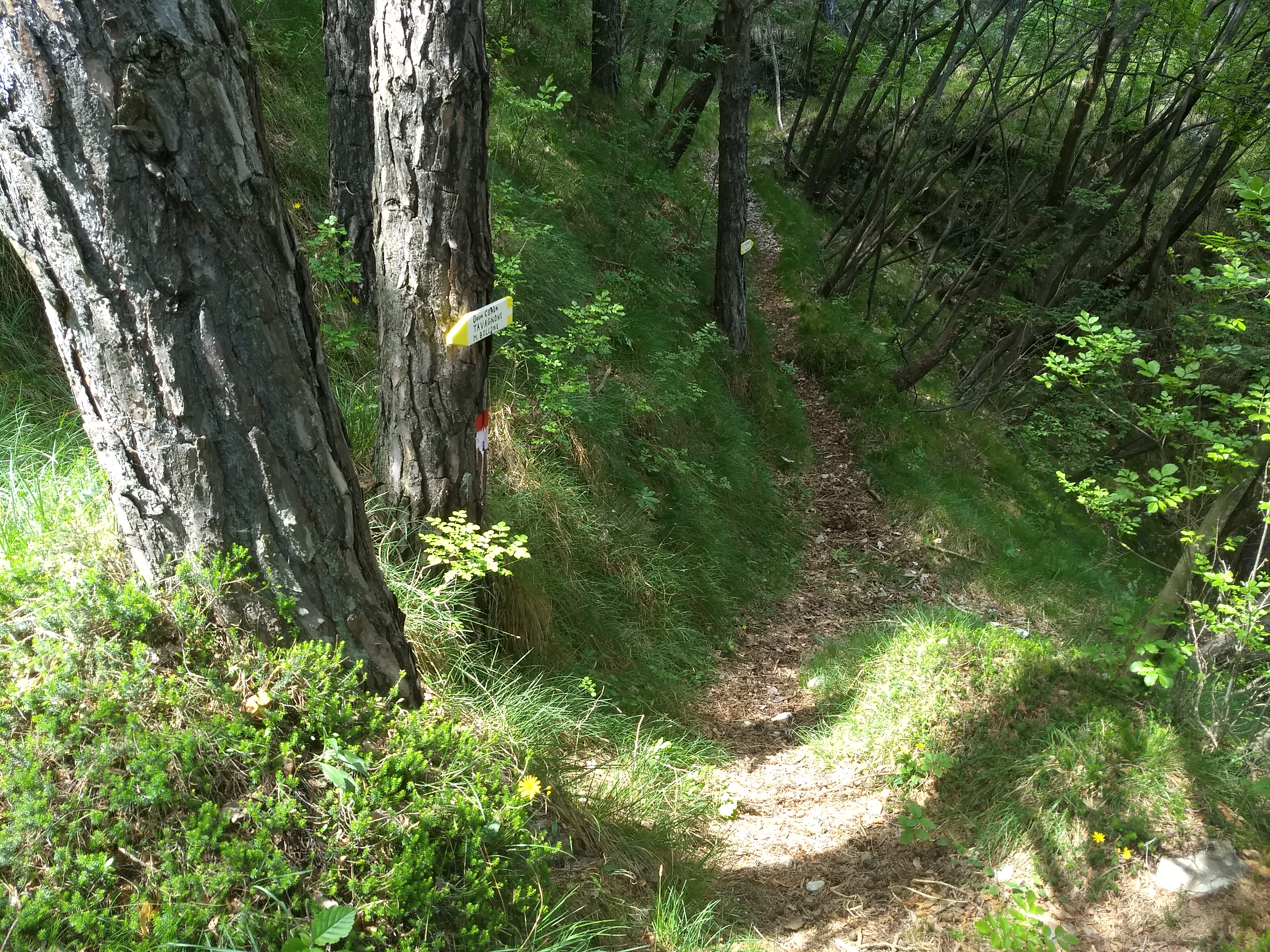
Monte Tavagnone, trivio al Dos de le Mee del sentiero a Bocca alla Croce, Tavagnone e Pavarì
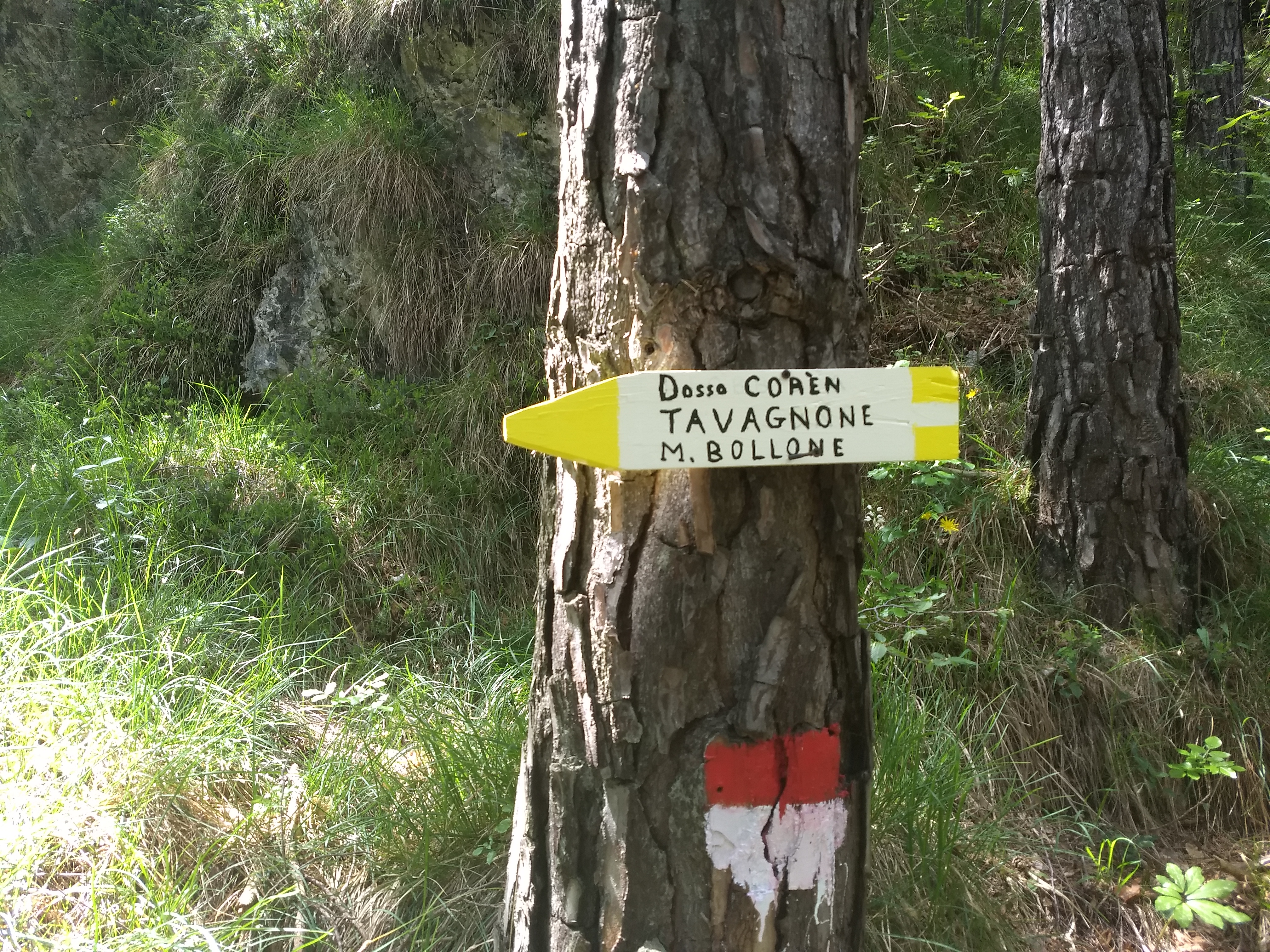
Monte Tavagnone, segnaletica al trivio Dos de le Mee (toponimo che deriva dal nome dialettale dato ai covoni di fieno: "Mee", è citato in una pergamena del 1511) del sentiero a Bocca alla Croce, Tavagnone e Pavarì
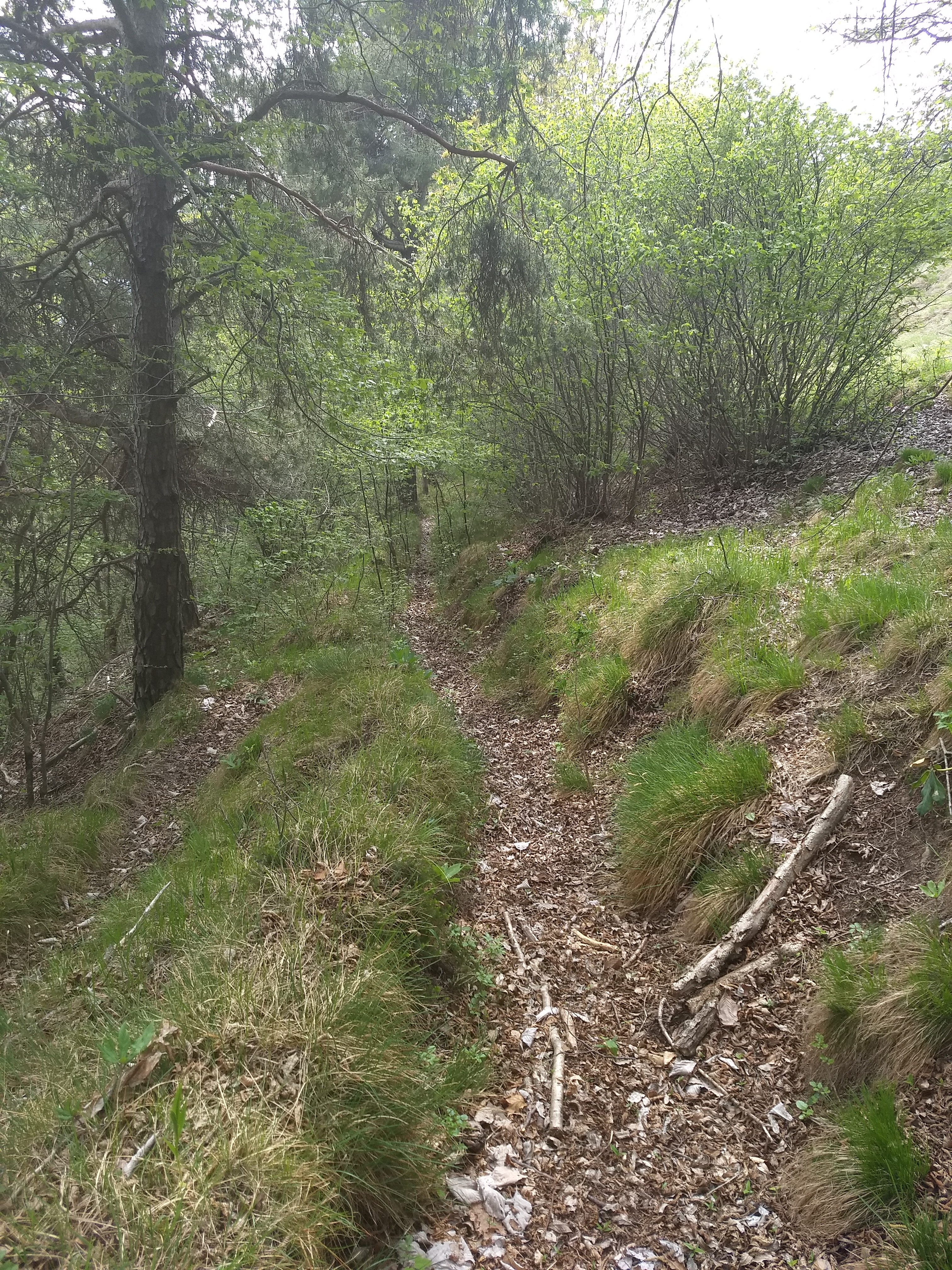
Monte Tavagnone, scorcio del sentiero nella Valle del Droanello nei pressi del fondo Prandini e della Bocca della Véna
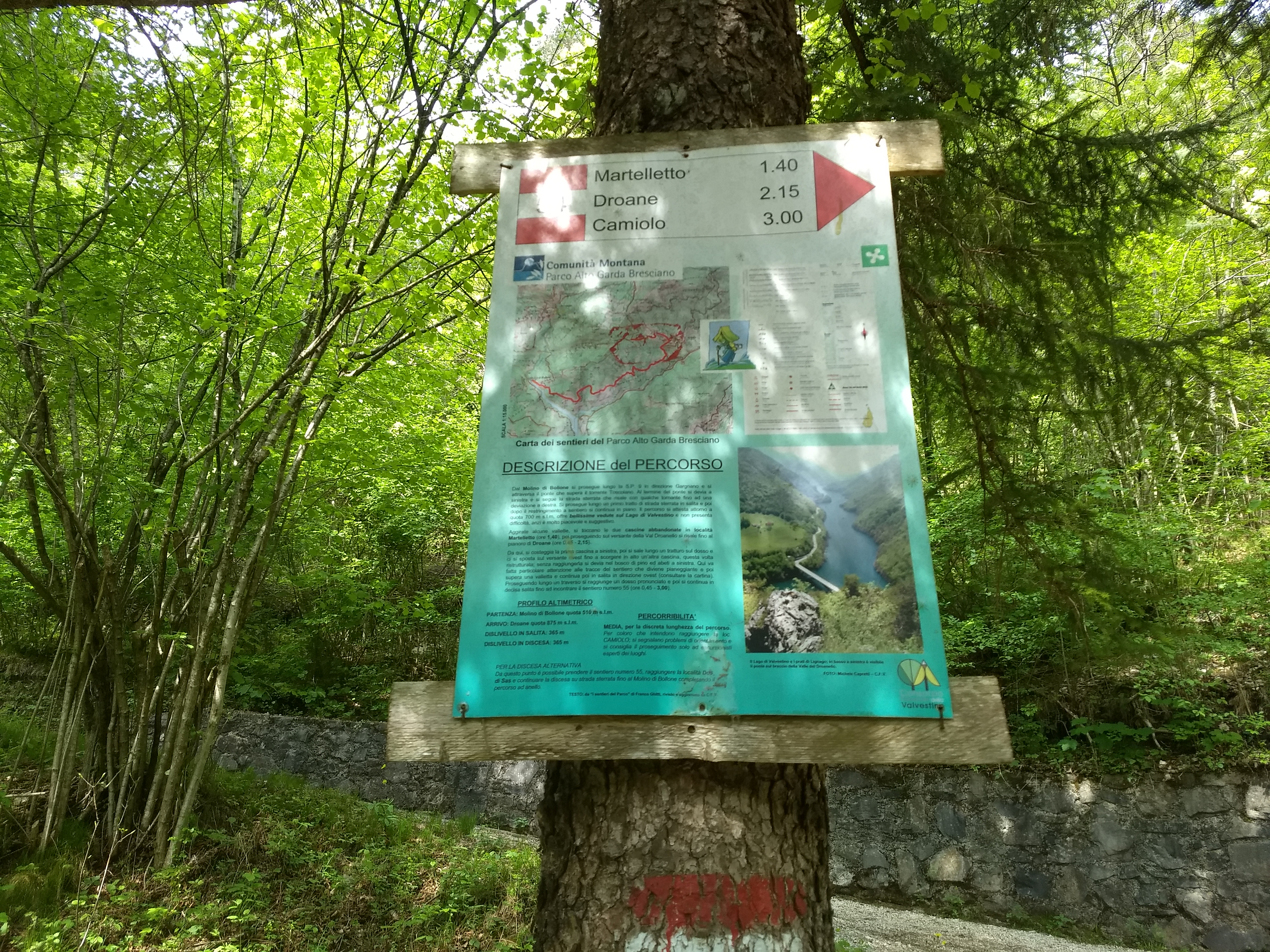
Monte Tavagnone, segnaletica sentieristica indicante il percorso verso la Valle del Droanello
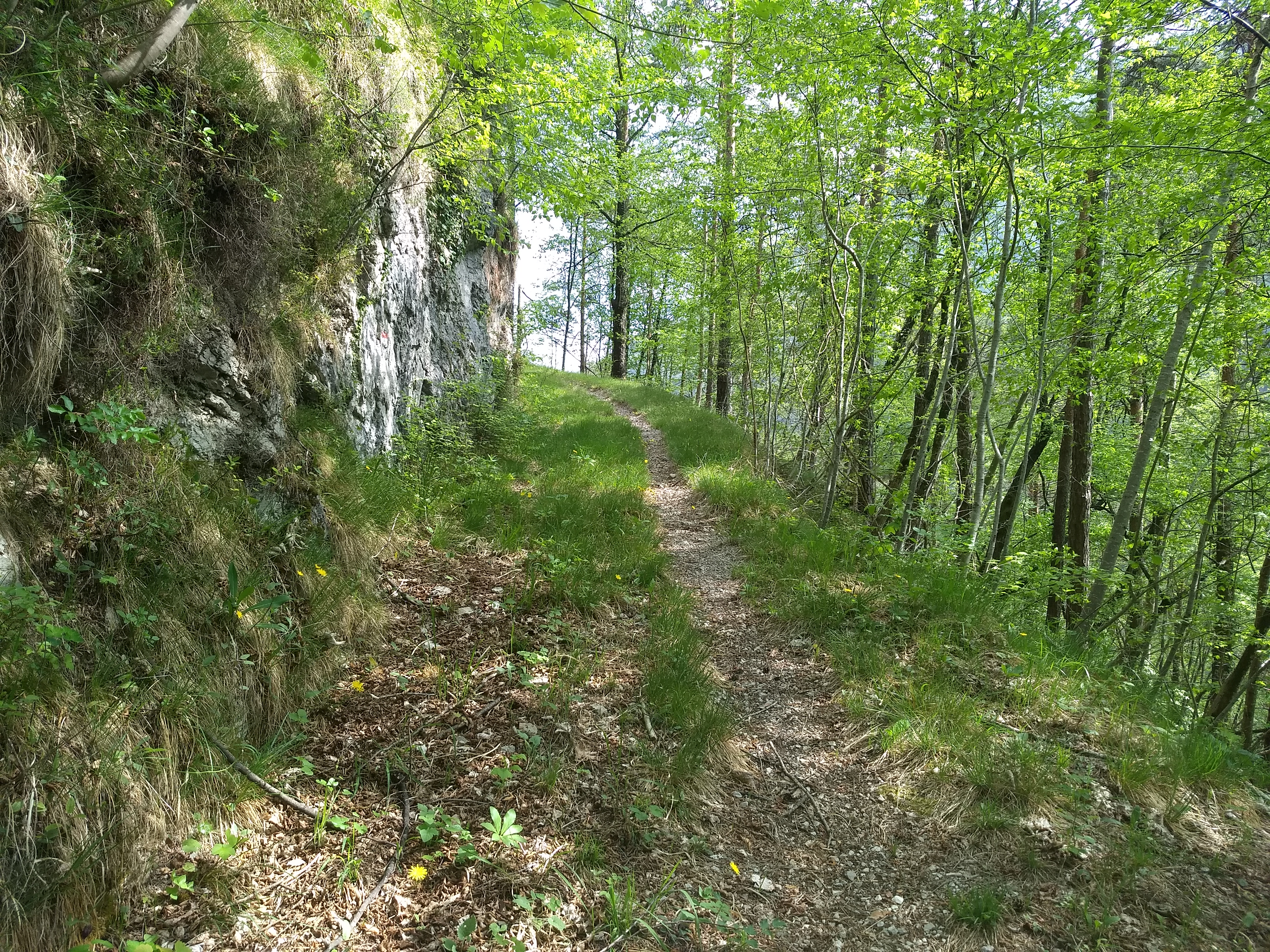
Monte Tavagnone, il sentiero forestale che conduce alla località Martelletto e Droane, ampliato dall'ERSAF Lombardia negli anni settanta del secolo scorso
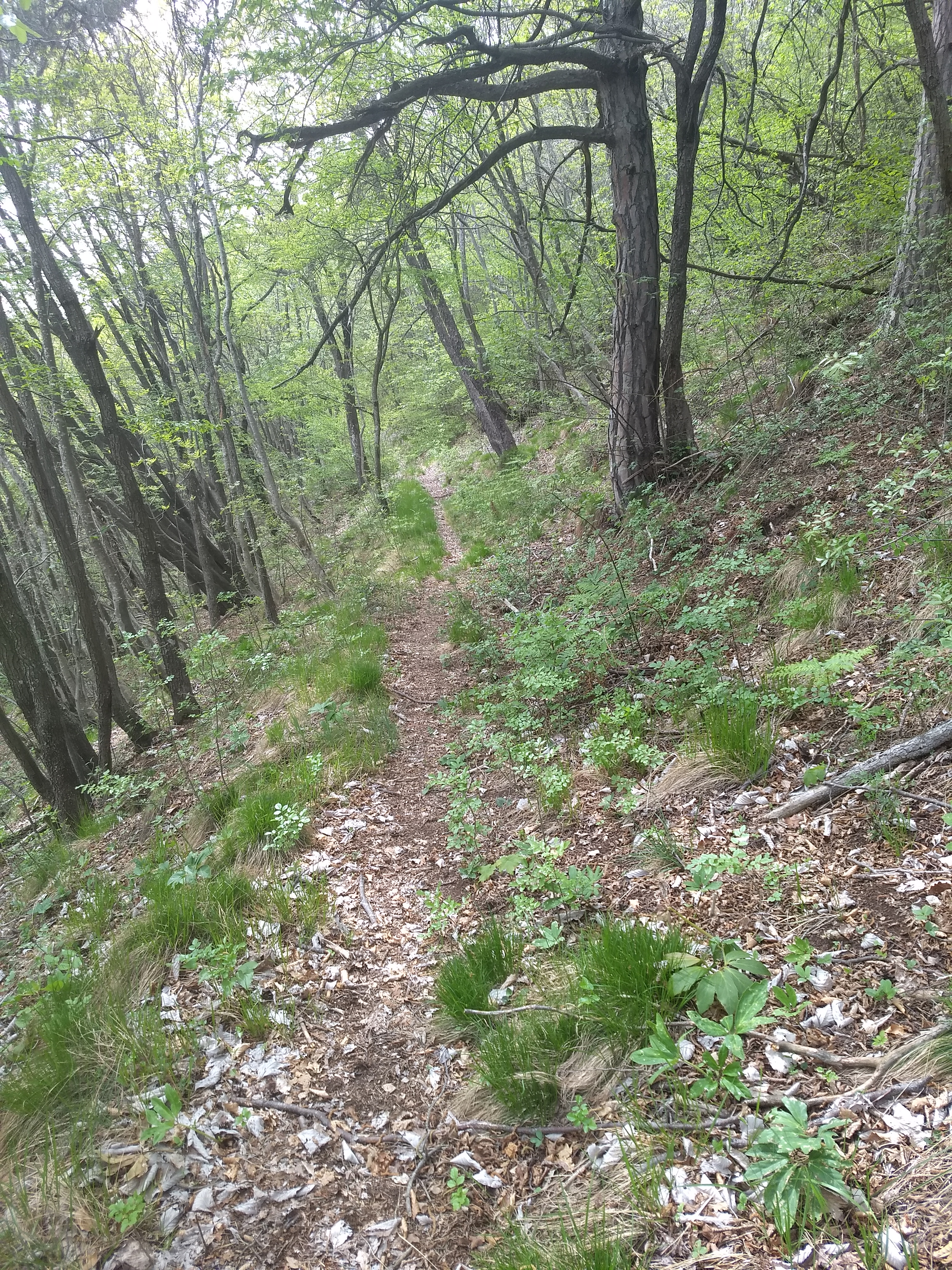
Monte Tavagnone, particolare del sentiero nella Valle del Droanello
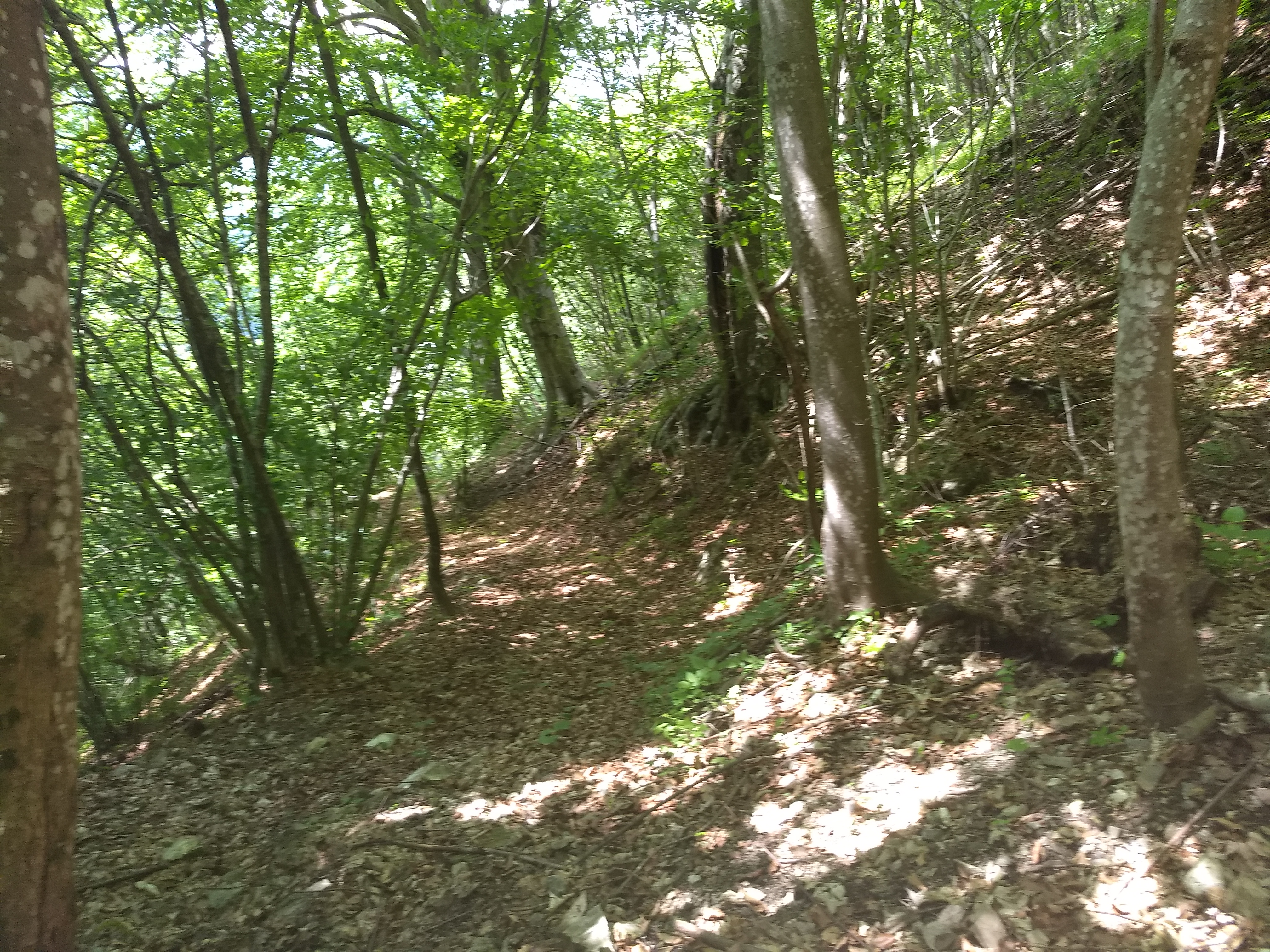
Monte Tavagnone, scorcio della mulattiera che conduce dal Monte alla località Fucina
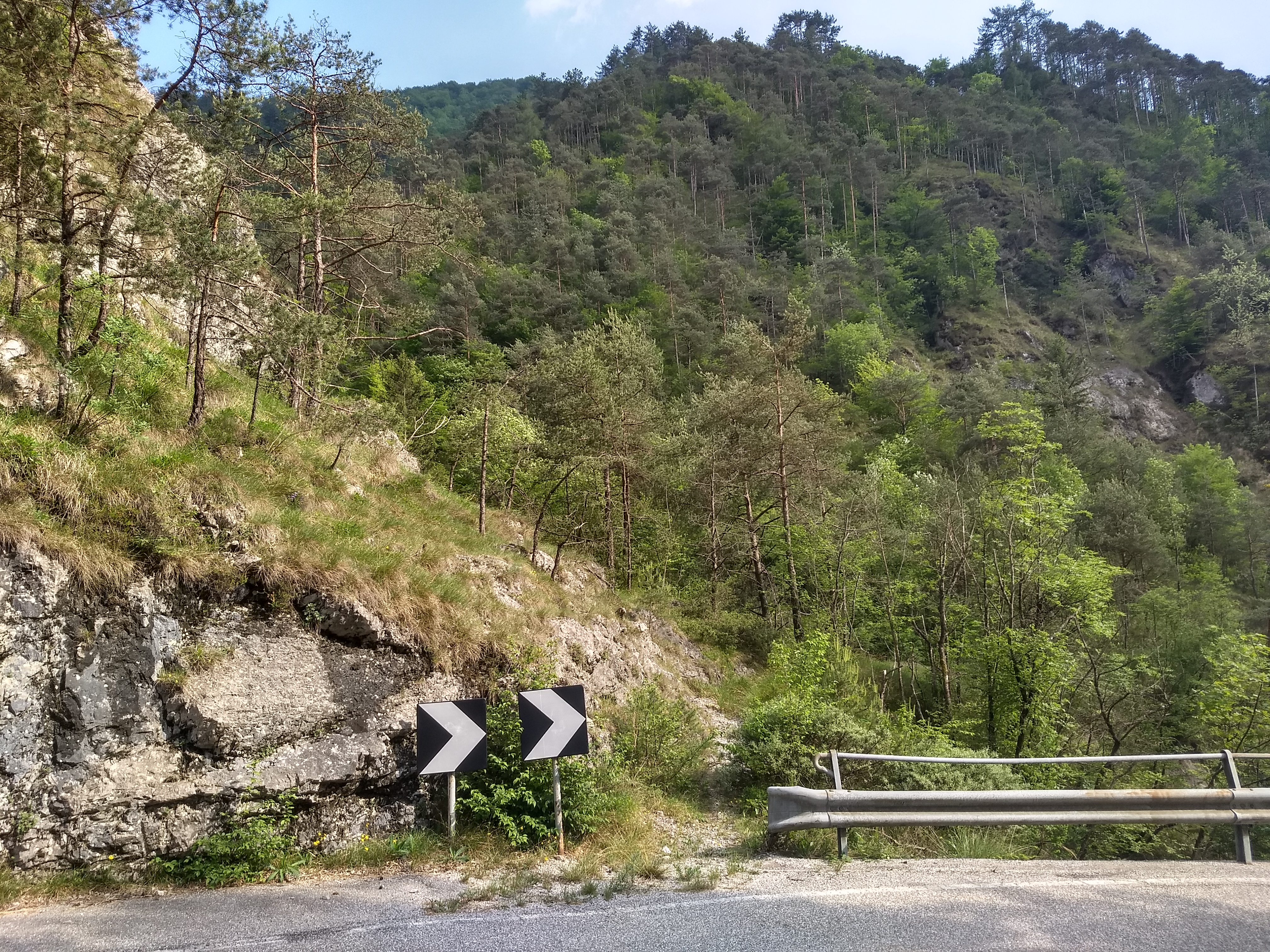
Monte Tavagnone, località Fucina sulla provinciale n.9, inizio al ponte di Nangone del sentiero che attraverso la Valle di Sas conduce sul monte
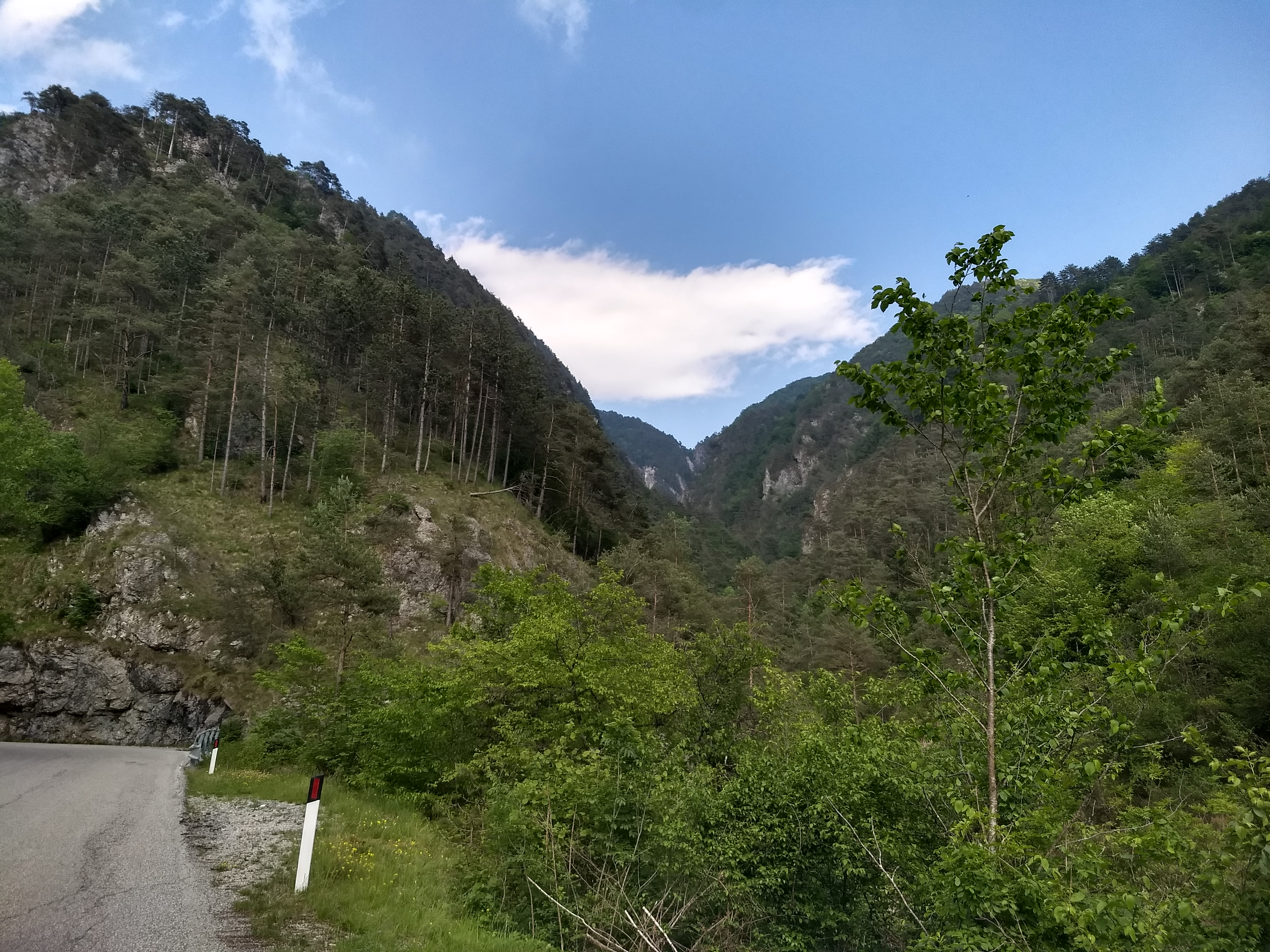
Monte Tavagnone, la Valle di Sas ripresa dalla località Fucina al ponte di Nangone sulla provinciale n.9, sullo sfondo della Valle il passo della Fobbiola che collega il sentiero dalla località Apene di monte Camiolo con la montagna